# Història de l'òpera
La història de l'òpera és la història del gènere operístic de les arts escèniques, des del seu naixement al Renaixement fins a l'actualitat.

## El Renaixement

### Naixement: Florència-Màntua-Roma
L'òpera, tal com es coneix actualment neix a finals del segle XVI a les petites corts d'Itàlia. Entre els avantpassats de l'òpera hi figuren els madrigals italians, que van posar música a situacions amb diàlegs, però sense representacions en escena. També en són precursors els balls de màscares, els ballets cortesans, els intermedii, així com altres espectacles de la cort del Renaixement on hi intervenien figurants, música i ball.
Al llarg del segle xvi, el madrigal es va anar consolidant com una de les formes compositives predominants. Per aquell temps, coexistien dues modalitats diferents de madrigals: el que anomenarem "clàssic", que emprava textures homofòniques i imitatives, sempre amb l'objectiu d'il·lustrar el text de la manera més fidel possible; i el madrigal cromàtic, que buscava, com el seu propi nom indica, la seva raó de ser en el propi cromatisme. No obstant això, a finals de segle xocarien de tal manera els dos tipus de madrigal que acabarien per propiciar la desintegració del gènere tal com era conegut: d'una banda, el ritme senzill i la textura d'acords que es venia donant en les danses; i, de l'altra, els experiments harmònics deliberats que van acabar amb l'equilibri de les veus i van donar peu a la polaritat del baix i la soprano.

#### Òpera incipient a Florència

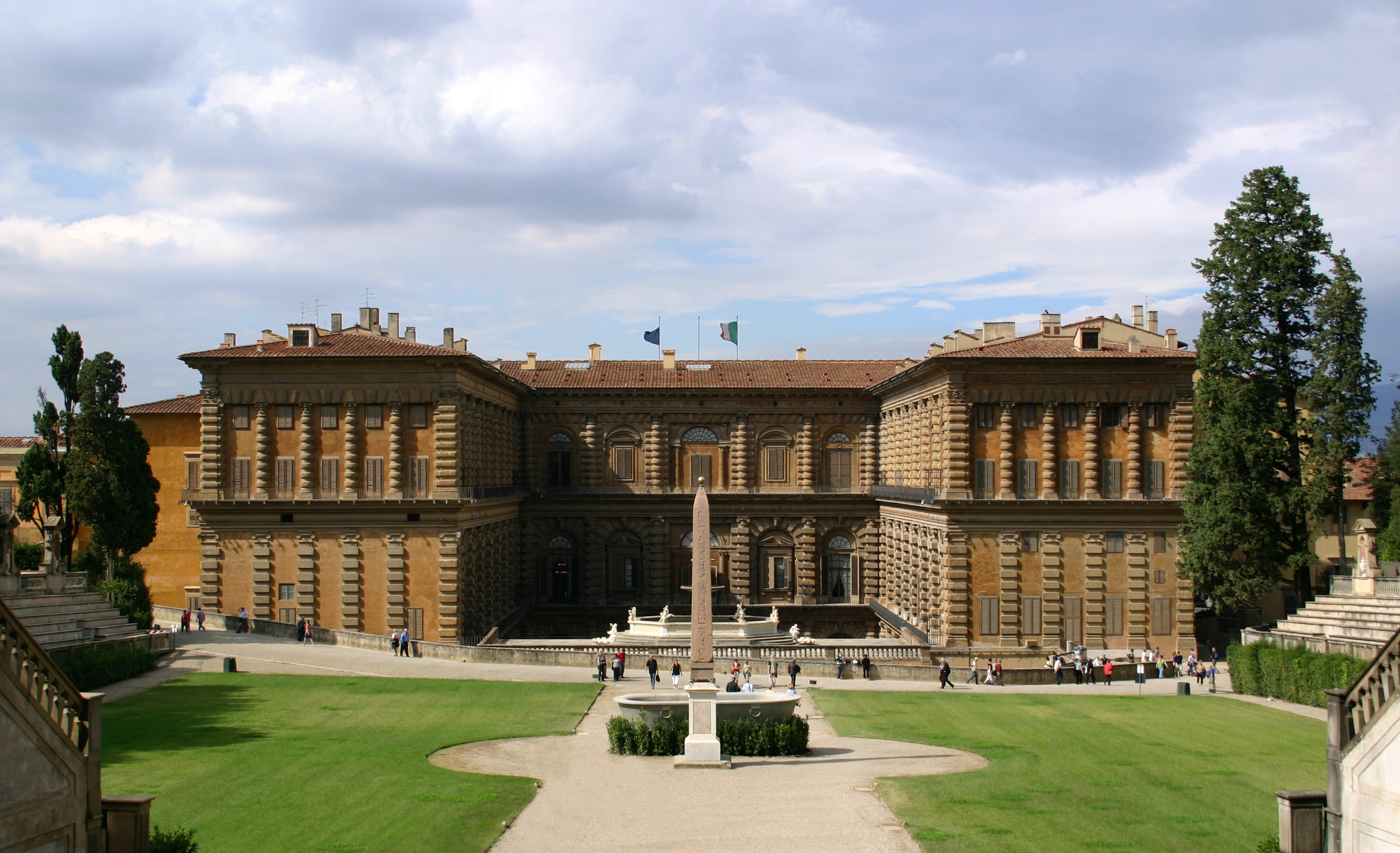
Jardins de Boboli del Palau Pitti de Florència, on s'estrenà Euridice de Jacopo Peri i que es considera la primera òpera que ha sobreviscut

A Florència, a finals del segle xvi, l'aristòcrata Giovanni Bardi va acollir al seu palau a la Camerata florentina o Camerata de' Bardi, una institució acadèmica on nobles, savis, filòsofs, matemàtics i poetes, encara que tots músics o cantants, discutien temes de literatura o de música. La Camerata (saló, en italià) s'havia fixat dos objectius principals: fer reviure l'estil musical del teatre grec antic i oposar-se a l'estil contrapuntístic de la música del Renaixement. Un dels debats que es va produir girava entorn de si en l'antiga tragèdia grega, era només el cor el que cantava o bé ho feien tots els personatges. Entre el grup d'artistes i intel·lectuals que van formar part de les reunions de la Camerata Florentina del comte Giovanni Bardi, hi havia Ottavio Rinuccini (escriptor i poeta), Giulio Caccini (músic, compositor i cantant) Piero Strozzi (noble, compositor aficionat), Emilio de' Cavalieri (compositor i organista), Jacopo Peri (compositor, organista i cantant), i els dos més teòrics, Girolamo Mei (filòsof, filòleg, historiador recordat pels seus treballs de musicologia) i Vincenzo Galilei (gran teòric del canvi cap a la música del Barroc i pare de l'astrònom Galileo Galilei). La Camerata Fiorentina establirà les bases del canvi que consistirà, bàsicament, en la imposició de la monodia acompanyada pel baix continu.
Tanmateix, Bardi es va mudar de Florència a Roma, i la seva condició de gran mecenes a Florència va ser ocupada pel jove Jacopo Corsi, que com a acabat d'arribar a l'escena política florentina, personificava la generació de joves més emprenedors. Així, es va crear la Camerata Corsi, on les discussions tenien un caràcter menys teòric i s'orientaven a realitzar activitats musicals concretes. El grup partia de l'opinió que a l'antiga Grècia, les tragèdies eren cantades, i que per reproduir la música grega calia trobar un tipus d'emissió vocal que fos una barreja de música i paraula, que van definir com a recitar cantant.
Amb el finançament de Corsi es va crear aproximadament l'any 1597 Dafne considerada com la primera òpera de la història, amb text d'Ottavio Rinuccini i música de Jacopo Peri i del mateix Corsi, que en va compondre dues àries: Non curi la mia pianta i Bella ninfa fuggitiva. Aquesta òpera va ser la primera obra dramàtica pastoral on s'apreciaven les fortes passions, miracles, màgies, sorpreses (manierisme) i que estava totalment acompanyada per música, encara que fos d'una manera primitiva. Actualment està desapareguda.
El seu següent treball, Euridice, que s'estrenà el 6 d'octubre de 1600, és la primera òpera que ha sobreviscut fins a l'actualitat. Fou una altra col·laboració amb el poeta Ottavio Rinuccini i es va representar al Palau Pitti de Florència, amb motiu del casament d'Enric IV de França i de Maria de Mèdici. En aquesta ocasió es va imprimir la partitura de l'anomenada opera in musica (literalment «obra de teatre en música»), novetat que varen poder apreciar les famílies nobiliàries convidades. Giulio Caccini, dos anys més tard, també posà música al mateix llibret. Del mateix any 1600 és l'òpera de Giulio Caccini Il rapimento di Cefalo, que va ser molt important pel fet d'haver adaptat totalment la lletra a la música.

#### Monteverdi a Màntua

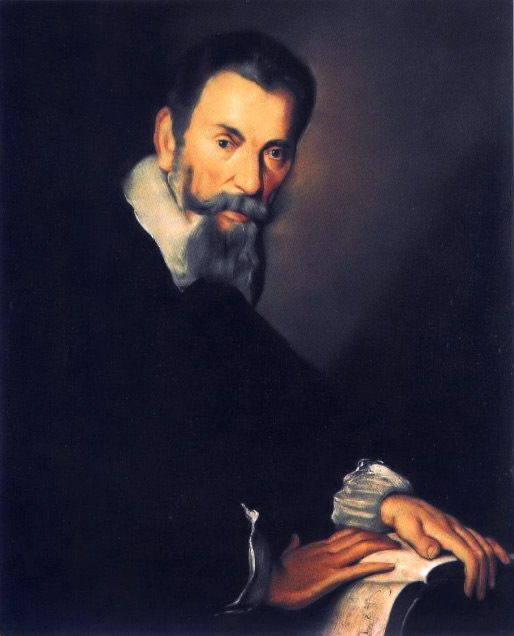
Claudio Monteverdi

A la casa ducal dels Gonzaga a Màntua, en una celebració solemne de la família, varen decidir posar en escena una opera in musica i aprofitant que tenien a la cort a Claudio Monteverdi, li varen posar el repte d'escriure'n una. Aquest va compondre L'Orfeo, sobre un llibret d'Alessandro Striggio, que s'estrenà al palau dels Gonzaga el 24 de febrer de 1607. És l'òpera més antiga que encara es representa avui en dia. Aquesta òpera va superar a totes les anteriors en tots els aspectes i va demostrar l'habilitat de Monteverdi en compondre música dramàtica, que havia adquirit una extraordinària experiència en l'àmbit dels madrigals polifònics.
El 1608, Monteverdi va realitzar dos espectacles dramàtic-musicals per al duc de Màntua: Il ballo delle ingrate i l'òpera L'Arianna, de la qual no s'ha conservat més que el seu Lamento, tot i que van coexistir dues versions de l'obra i es té notícia que va arribar a interpretar-se l'any 1639 en el Teatre Sant Samuele de Venècia. El famós Lamento va gaudir d'una gran popularitat en l'època i Monteverdi va arribar a compondre diferents versions d'aquest, una sacra.

#### Landi a Roma

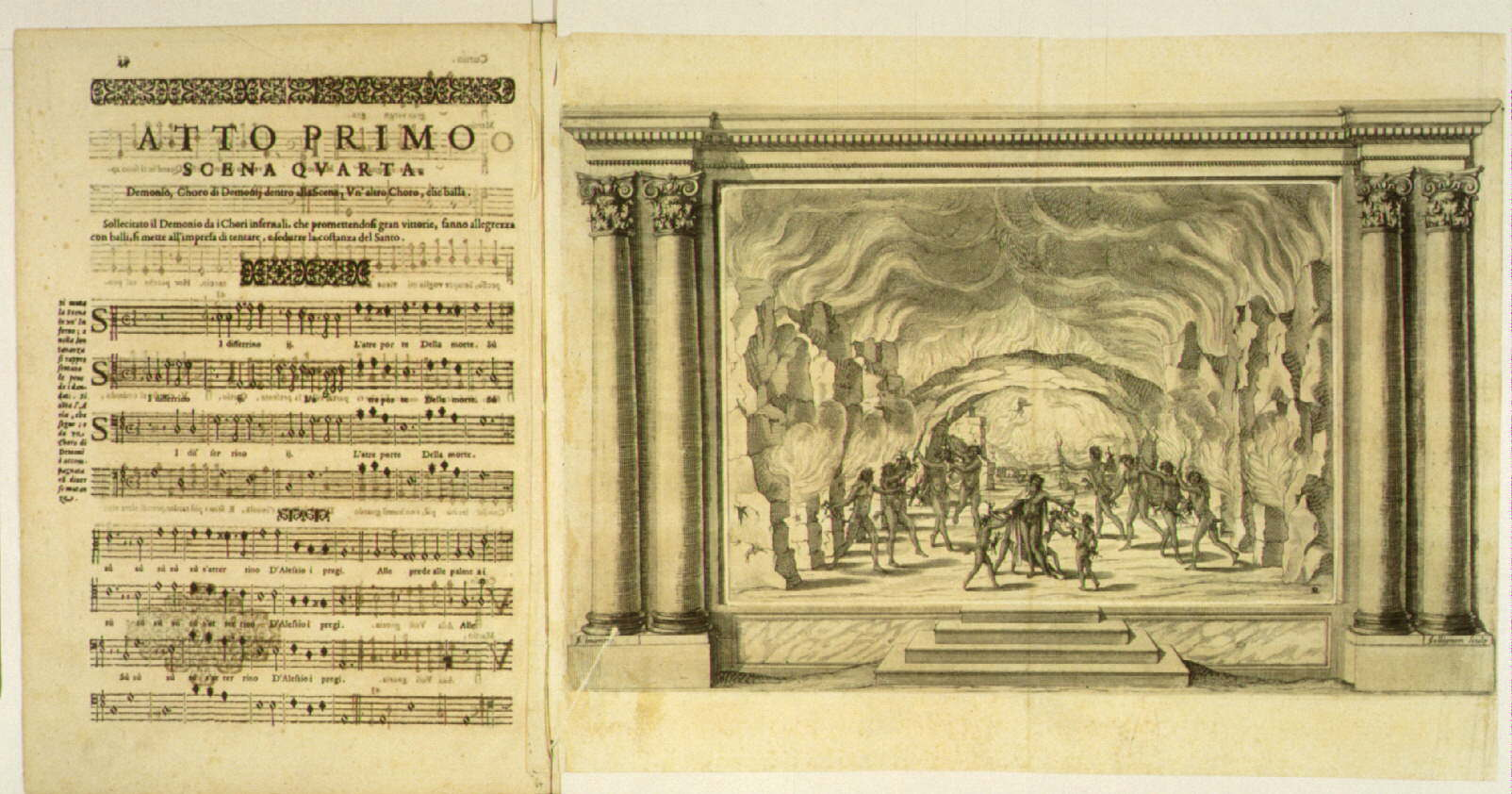
Escena dIl sant'Alessio, Stefano Landi, 1632

Per culpa de la manca d'una cort central a Roma, el mecenatge de l'òpera requeia sobre en particulars i alguna altra institució. Entès com un espectacle total amb un elevat cost i de gran prestigi entre la noblesa, l'òpera es donà a conèixer el 1606 per Agostino Agazzari amb la seva obra entre mitològica i pastoral Eumelio. Agazzari fou un dels primers que donaren indicacions per a la realització del baix continu. Aquesta forma fou adoptada ràpidament a Roma com a símbol de potència econòmica dels Barberini, parents del papa Urbà VIII i pertanyents al partit profrancès dels Estats Pontificis. En fomentar-la, varen estimular l'activitat de diversos compositors romans, entre els quals destacà Stefano Landi, que va introduir el nou estil monòdic a la seva òpera La morte d'Orfeo (1619), en certa manera una continuació de les idees de la Camerata Fiorentina. Pocs exemples de representacions mediocres es varen donar fins a l'arribada de Maffeo Barberini com a papa Urbà VIII el 1623 que juntament amb l'interès general dels Barberini per conveniència política van conferir una bona estabilitat a l'òpera que van culminar el 1632 amb la representació de Sant' Alessio de Landi al Palazzo alle Quatre Fontane, dels BArberini, amb 3.000 seients i que va significar el principi d'una sèrie regular d'òperes escenificades. Luigi Rossi, considerat com un dels mestres de la cantata, també s'inicià en aquesta època en l'òpera.
No obstant això, l'ús del terme òpera s'inicia cinquanta anys després, a mitjan segle xvii, per definir les peces de teatre musical a les quals se'ls referia fins a aquell moment amb formulacions universals com dramma per musica (drama musical) o favola in musica (faula musical). La característica fonamental del melodrama en el sentit original, és el diàleg parlat o declamat -anomenat recitatiu en l'òpera-, acompanyat per una orquestra o per un baix continu.

### Monteverdi: Consolidació a Venècia
El 1613, Monteverdi és ja reconegut com el compositor més important de tot Itàlia. En aquest moment, abandona Màntua i instal·la a Venècia, on entrarà a ocupar el lloc de mestre de basílica de Sant Marc. Aquest fet va donar a l'òpera l'impuls que necessitava per arribar a un veritable desenvolupament. Es va separar de l'òpera florentina i va concedir més importància a l'orquestra buscant un timbre més d'acord amb l'expressió escènica, per la qual cosa va fer servir harmonies més audaces i renovadores. La seva obra es va fer més realista, la seva temàtica va ser més històrica que mitològica, les seves línies melòdiques van ser cada vegada més interessants i fins i tot va recórrer a algun tema popular. Les seves aportacions van ser a més l'afegit d'una obertura, o introducció orquestral que precedeix l'inici de la representació. La inclusió d'àries, és a dir, cançons amb forma ABA, melòdiques i expressives, que serveixen perquè els personatges manifesten les seves emocions més profundes i la inclusió de cors i danses, així com d'una escenografia espectacular.
El públic venecià era variat i el seu gust diferent del de la resta de ciutats estat italianes, en part a causa de no haver gaudit d'una tradició musical cortesana. L'estil d'òpera recitatiu que venia donant-se en grans centres com Florència o Màntua no encaixarà en els estàndards venecians i les tècniques emprades hauran de canviar. En aquest context, sorgeix un nou concepte: la competència del teixit comercial en el negoci de l'òpera a través d'un entorn que permet a tothom anar a l'òpera. S'obren nous teatres per tota la ciutat, les llotges es lloguen a grans famílies i el Carnaval venecià crearà una tradició d'estacionalitat, sent la temporada de Carnaval la de major importància. Anar a l'òpera era disculpa per fer qualsevol cosa: negocis, trobades i, fins i tot, donar curs al llibertinatge. En aquest ambient, el gust per les àries es veurà incrementat de tal manera que acabaran per convertir-se en l'element més important de l'òpera. D'aquesta manera, passaran a ser el vehicle idoni de transmissió i començaran a configurar les diferents tipologies d'aquestes.
L'any 1637 va emergir a Venècia la idea d'una temporada d'òperes amb assistència oberta al públic finançada per la venda d'entrades. Influents compositors d'òpera del segle xvii van accedir-hi, incloent-hi Claudio Monteverdi. Així, el mateix any es va obrir a Venècia el Teatro San Cassiano amb l'òpera Andromeda de Francesco Manelli. El 1651 ja hi havia a la ciutat cinc teatres que oferien òperes dels principals compositors venecians.
Un cop més, Monteverdi serà l'autor que marqui la diferència en l'escena veneciana. Immers en aquesta atmosfera, compondrà el 1640 Il ritorno d'Ulisse in patria, on les intervencions dels déus seran molt ornamentades, i L'incoronazione di Poppea eln 1642, considerada l'obra cimera de la seva carrera i serà la primera òpera que utilitzi tal terme en el seu context modern. A més, en aquesta obra, la temàtica deixarà de ser estrictament mitològica i la trama començarà a centrar-se en els personatges, dels quals oferirà un retrat psicològic. Monteverdi va enfocar l'espectacle de forma diferent de com ho havien fet Peri i Caccini. Els versos eren ben descrits per la música, composta sobre un acompanyament musical canviant en què es recollia l'ambient en què es desenvolupaven les escenes. Apareixeran figures al·legòriques com l'amor o la virtut, però no intervenen en l'acció. Una altra novetat estructural recau en la definició de les diferents formes musicals d'acord al que es vulgui explicar: recitatiu, arioso o ària. Probablement, el canvi més important a nivell musical sigui la introducció de l'esmentat arioso, que consisteix en un passatge cantabile que serveix per conduir del recitatiu expressiu a l'ària, servint com a pont. Les novetats introduïdes per Monteverdi en aquestes últimes òperes seran assumides pels seus successors, els que prendran aquest camí per configurar l'òpera que coneixem avui dia. És d'especial interès la inclusió d'una ària de grans proeses vocals i pel cas que un cantant no pogués arribar a dominar les exigències de la peça Monteverdi una ària alternativa de menor dificultat.

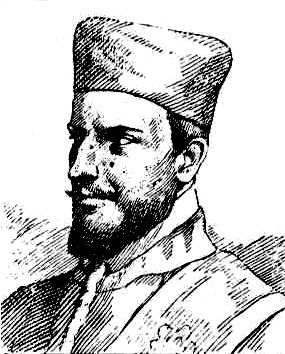
Francesco Cavalli

L'òpera es va estendre ràpidament per tot Itàlia però el centre principal fins a mitjan segle XVII era a Venècia. Els principals compositors venecians d'aquesta època van ser, a part de Monteverdi, Francesco Cavalli (1602-1676), amb Le nozze di Teti e di Peleo (1639) que és la primera òpera veneciana de la qual s'ha conservat la música, i de forma especial amb La Calisto (1651) i Ercole amante (1662), òpera encarregada per la cort francesa i que fou la introductora de l'òpera a França; Antonio Cesti (1623-1669), que compongué l'òpera més representada de la seva època: L'Orontea (1656), que arribà fins a Àustria i va obrir el camí de l'òpera cap a la cort de Viena.
En aquestes primeres òperes barroques es combinava la comèdia amb elements tràgics desprenent una àmplia sensibilitat. Es va iniciar el primer dels molts moviments reformistes de l'òpera, associat amb el poeta Pietro Trapassi, conegut com a Metastasio, els llibrets del qual van contribuir a cristal·litzar el to moralista de l'"opera seria" (òpera seriosa). La comèdia a l'òpera barroca era reservada per l'"opera buffa" (òpera còmica), en una tradició en desenvolupament que, en part, es va derivar de la Commedia dell'arte.

### Expansió a Europa
A finals del segle XVII l'òpera comença a estendre's per tot Europa. La difusió més ràpida va tenir lloc als països veïns catòlics de França i Àustria. Va arribar a les àrees de parla alemanya a través de Viena, Salzburg i Praga. El nord protestant va manifestar les seves reserves i només els grans ports i els centres comercials, on bufava un vent de llibertat, van obrir les portes a la nova diversió. D'altra banda, la Guerra dels Trenta Anys havia devastat i empobrit grans zones d'Europa.
Els primers teatres d'òpera a Alemanya van ser el Residenztheater a Múnic (1657), el Theater am Gänsemarkt a Hamburg (1678), i el teatre de la cort de Hannover (1689).

## El Barroc
S'anava imposant l'òpera seriosa amb personatges de la història i la llegenda clàssiques. Pràcticament a tots els herois mitològics els va abastar un llibret de versos pomposos i després la música. Hi havia escenes corals però poques de conjunt. Els recitatius i les ries determinaven el curs de l'òpera. L'acció en si mateixa era desenvolupada per un predominant recitatiu secco només acompanyat pel clavicèmbal i els instruments baixos, mentre que de la resta d'instruments s'esperava que improvisessin harmonies partint de les indicacions escrites sobre la línia del baix. D'aquí se'n deriva el nom de baix continu. L'orquestra constava d'una secció de corda que de vegades es veia reforçada per un fagot; més tard es van afegir oboès, flautes i trompes. També podien utilitzar-se instruments de metall. L'execució era dirigida des del clavicèmbal, sovint pel mateix compositor.
Això suposava una gran oportunitat per al cant virtuós i durant l'edat d'or de l'opera seria, el cantant realment es convertia en l'estrella. El paper de l'heroi s'escrivia normalment per la veu de castrato. Destacats castrati com ara Farinelli i Senesino, així com sopranos com Faustina Bordoni, tenien una gran demanda per tot Europa, excepte a França. L'òpera barroca italiana era la norma, fins i tot quan es trobava un compositor alemany com Händel que escrivia per audiències de Londres.

### A França
El 1645, la pastoral La finta pazza, de Francesco Sacrati va ser la primera òpera italiana presentada a París i la va seguir Orfeo (1647), de Luigi Rossi, que va ser la primera òpera italiana estrenada a França, després de ser convidat a la cort francesa.
Va ser sobretot amb el rei francès Lluís XIV quan l'òpera es va convertir en l'aparador teatral del governant absolut. Les primeres representacions d'òpera que es van organitzar a França van ser obres importades d'Itàlia, promogudes per l'impopular Cardenal Mazzarino, regent del jove rei, en el seu intent d'italianitzar la cort francesa. Mazzarino ho provà primer amb Francesco Cavalli i la seva òpera Ercole amante que s'estrenà a París el 1662, però no agradà gens al públic francès que no comprenia ni l'idioma, ni l'estil musical massa sostingut en àries extenses, que no hi hagués ballets, ni episodis orquestrals ni cors.

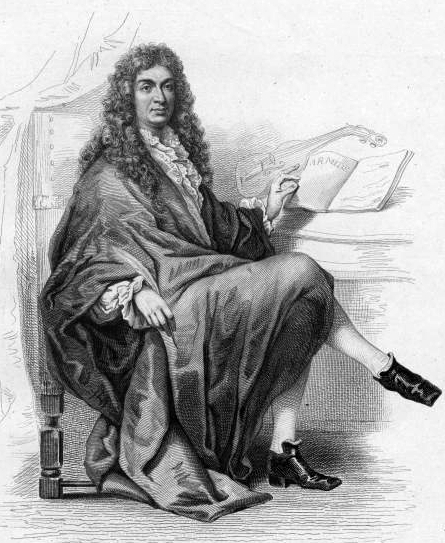
Jean-Baptiste Lully

El 1669 es va fundar l'Académie Royale de Musique, principal impulsora de la Grand Opéra francesa. A Versalles la grandeur del rei va arribar a la seva cúspide. Es va introduir el ballet que acabaria sent un tret característic de l'òpera francesa, que va rebre la seva forma i la seva consistència de Jean Baptiste Lully (1632-1687), natural de Florència. Lully, amb el llibretista Philippe Quinault, va emprendre a partir de llavors la tasca de compondre una òpera cada any. Alceste (1674), Roland (1685), Armide (1686), Acis et Galatée (1686) han quedat com a les seves obres mestres, que ell anomenava tragédie en musique. Lully va crear un tipus d'obertura coneguda com a obertura francesa i va donar a l'òpera un aspecte totalment francès, l'idioma, un estil format per una música plena d'episodis de música instrumental, ballets, cors, amb àries amb breu format, separades entre si per recitatius que entenien els francesos.

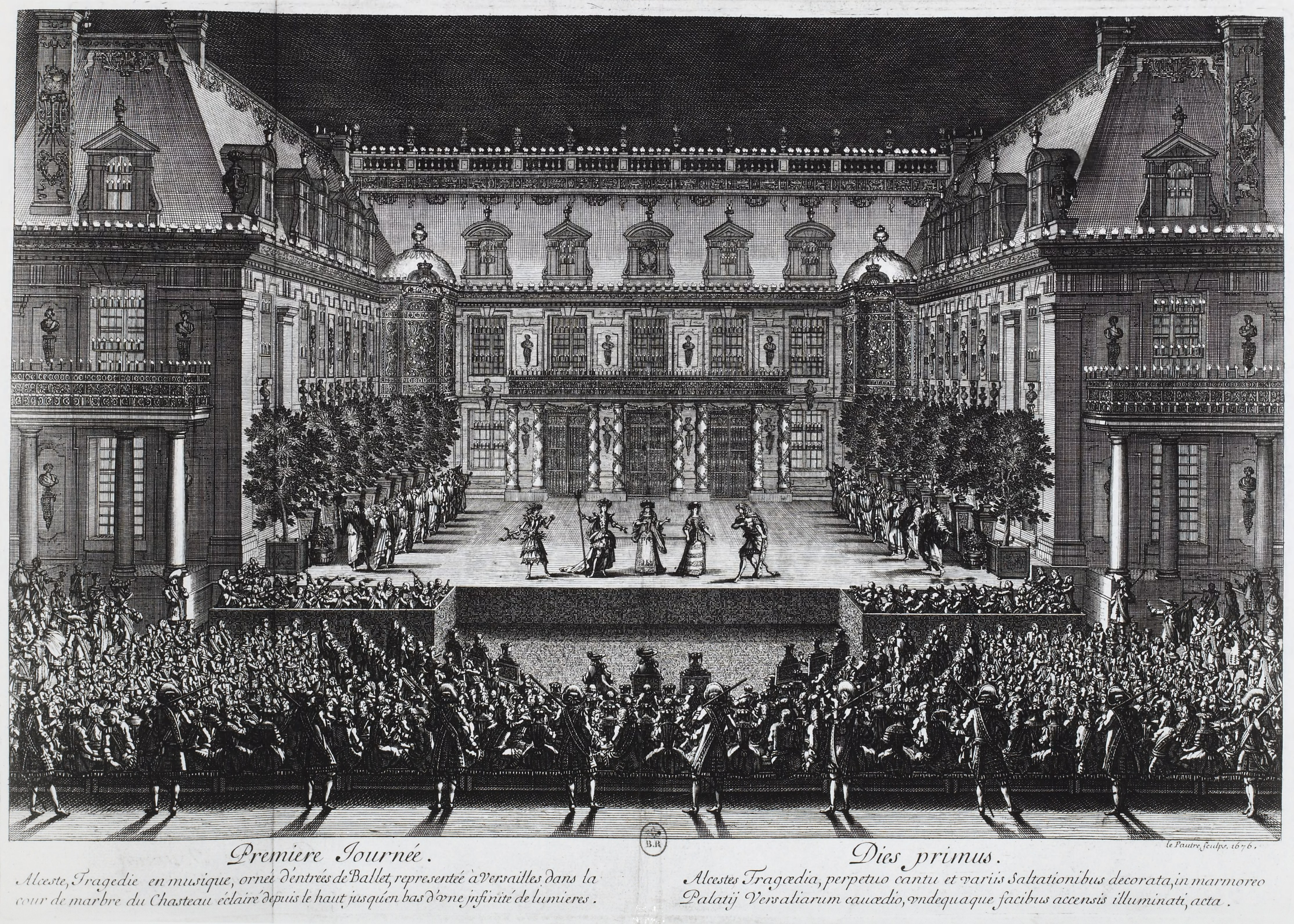
L'actuació del ballet Alceste de Jean-Baptiste Lully al pati de marbre del Palau de Versalles, 4 de juliol de 1674

El rei finançava les despeses i el compositor podia disposar de cors, orquestres i escenografies barroques i brillants. El problema més greu amb el que es va trobar la naixent òpera francesa va ser la seva modèstia vocal donat que els cantants no havien estudiat cant a Itàlia i no gaudien del domini tècnic necessari per cantar amb agilitat i fer arribar la veu a les regions agudes de la tessitura. Per aquesta raó, els viatjants bons coneixedors de les qualitats vocals varen començar a fer córrer la mala fama de la qualitat dels cantants francesos. Conscients d'aquesta inferioritat, alguns compositors francesos tractaren de reforçar l'espectacle amb dansa, així naixia l'òpera-ballet, gènere mixt que perdia bona part de l'interès narratiu en benefici del coreogràfic. André Campra, amb L'Europe galante, fou el primer.

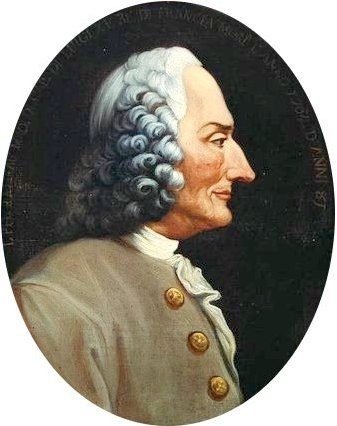
Jean-Philippe Rameau (1683-1764)

La solemnitat de les representacions de la cort no fou obstacle perquè arrelessin a les fires als afores de París (on no tenia vigència els privilegis de l'òpera de París) espectacles lleugers, mixtes de teatre parlat i cantat, que, impulsats per Charles-Simon Favart, varen donar lloc al naixement de l'òpera còmica francesa, que finalment va aconseguir tenir un lloc a la ciutat el 1715.

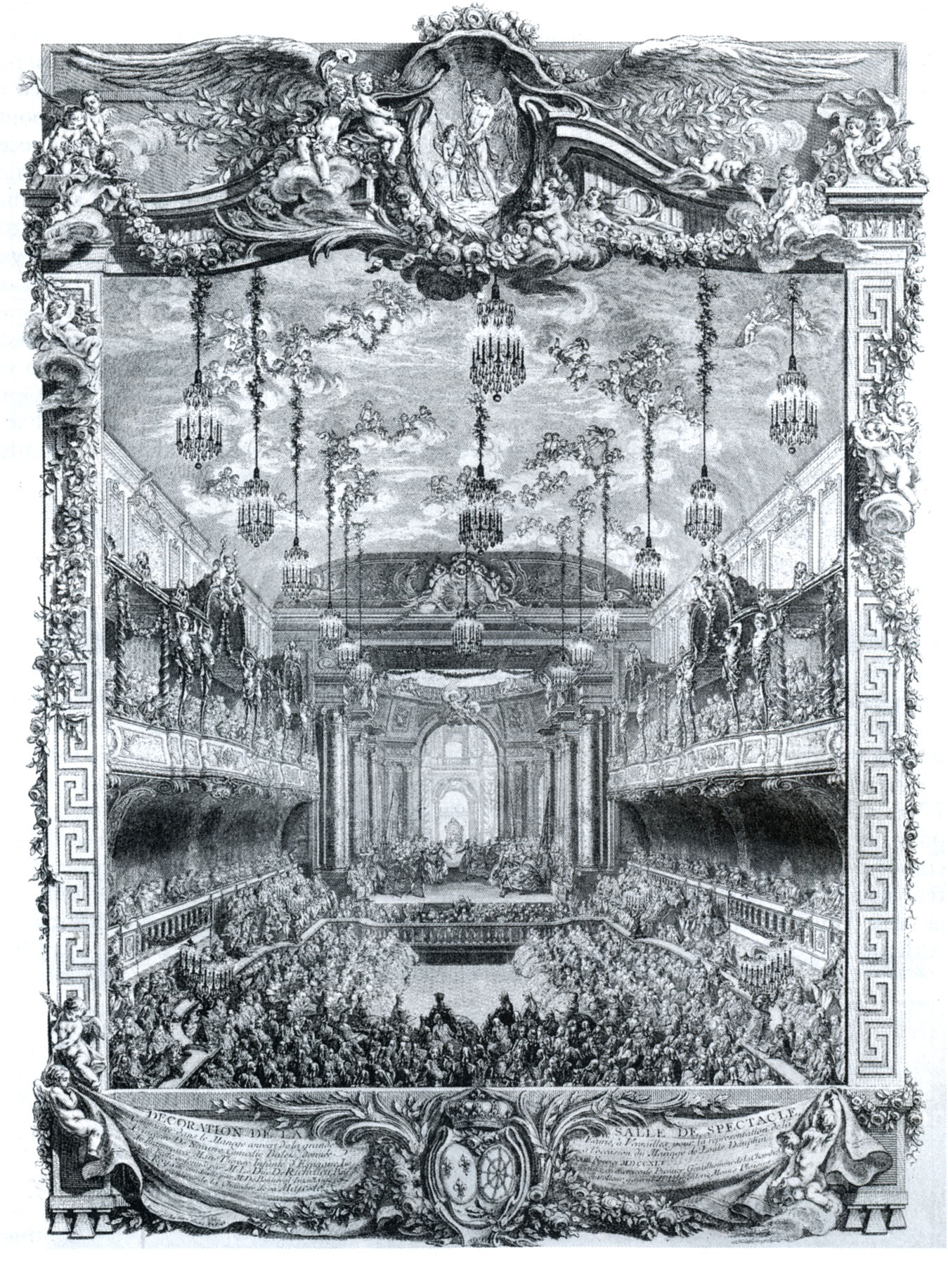
Representació de La princesse de Navarre de Rameau el 1745

Enterrada en el seu estil, París va continuar vivint durant un segle en el marc de les idees de Lully, esteses ja per tot el territori francès. Les formes estilístiques de Lully van ser la base per la música escènica del compositor i teòric Jean-Philippe Rameau (1683-1764). Les creacions de Rameau eren molt més enriquides, fet que va permetre que aquest tipus d'òpera resistís uns quants anys més. El ballet era la peça clau de l'espectacle i van fer la seva aparició els temes exòtics, com Les Indes galantes (1735). Rameau va començar a utilitzar els tableaux, decorats amb efectes pictòrics que canviaven bruscament en els entreactes. Han perdurat també Hippolyte et Aricie (1733), Castor et Pollux (1737) et Les Boréades (1764). Quan Rameau va morir el 1764, l'òpera francesa s'enfonsà en una crisi que no va desaparèixer fins a l'aparició del compositor alemany Christoph Willibald Gluck que va aconseguir introduir les seves composicions a l'Òpera de París gràcies al suport de la seva antiga alumna Maria Antonieta.

### A Anglaterra
L'aparició de l'òpera a Anglaterra es va retardar a causa de la guerra civil (1642-1651) i a la Commonwealth d'Anglaterra (1649-1660). Amb la restauració del rei Carles II hi va haver de nou representacions d'obres de Shakespeare, d'ampul·loses peces històriques i comèdies franceses. Henry Purcell (1659-1695), el compositor més destacat anglès d'aquest període, va escriure música incidental on destaquen The Fairy Queen i King Arthur, amb cançons, cors i balls. La seva única òpera pròpiament dita, Dido and Aeneas, va ser estrenada l'any 1689 a l'antiga població de Chelsea, a Londres, en una època en què les òperes es caracteritzaven tant per la dansa com per les seves àries.

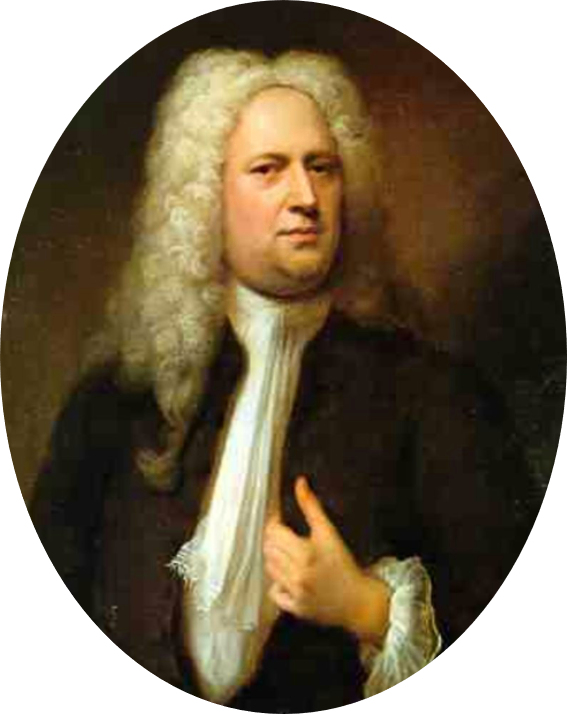
Georg Friedrich Händel

Georg Friedrich Händel, que havia nascut a la ciutat saxona de Halle el 1685 però que va morir a Londres sent ciutadà britànic el 1759, va assolir els seus primers èxits a l'edat de 20 anys en el Theater am Gänzemarkt d'Hamburg. Va estudiar l'òpera italiana sobre el terreny, arribant a ser músic favorit del públic a Roma i a Venècia, com a clavecinista i com a compositor d'òpera, i el 1709 els italians van quedar captivats per Agrippina. Va arribar a Londres des de Hannover el 1711 i va desplegar una energia gairebé sobrehumana escrivint òpera rere òpera per al teatre que dirigia. Va compondre fins a 60 òperes, sent les més representades Rodrigo (1707), Rinaldo (1711), Radamisto (1720), Giulio Cesare (1724), Tamerlano (1724), Rodelinda (1725), Admeto, re di Tessaglia (1727), Poro, re dell'Indie (1731), Sosarme, re di Media (1732), Alcina (1735), Ariodante (1735), Arminio (1737), Serse (1738), i Deidamia (1741).
Händel presenta figures de la mitologia i la història antigues finament delineades amb decorats sumptuosos i a vegades de caràcter oriental. Es recolza invariablement en el vigor melòdic de l'ària da capo i utilitza pocs conjunts, malgrat que el seu llenguatge orquestral és molt colorista i ple de matisos, amb soli obbligati característics. Amb Händel, l'òpera barroca italiana va assolir la seva culminació. La melodia i el ritme són suprems. Les seves òperes van quedar oblidades durant gairebé dos-cents anys, i només a partir de la segona meitat del segle XX s'han començat a recuperar, descobrint un Händel molt més líric i profund que el que ens havia llegat la tradició victoriana dels seus grans oratoris bíblics, el més famós dels quals és sens dubte El Messies (Messiah, 1742). Aquests oratoris eren gairebé òperes sense representació, adornades amb vigorosos cors i exemplars narracions dramàtiques. La seva temàtica religiosa i moralista els va fer molt populars durant el segle xix, en la puritana societat victoriana britànica, però seguint les tendències romàntiques, se'n van fer unes interpretacions extraordinàriament pomposes, allunyades del caràcter haendelià original i que només s'ha recuperat en els darrers anys, coincidint amb la recuperació operística.

### A Itàlia
Antonio Caldara (1670-1736), un autor italià tan prolífic com desconegut, és autor de 87 òperes de les quals almenys una la va estrenar a Barcelona l'any 1708, sent la primera òpera italiana que s'hi representava: Il più bel nome. El 1716 es trasllada a la cort de Viena on hi restarà fins a la seva mort component més de 3.000 obres. D'entre les seves òperes cal destacar L'oracolo in sogno, Dafne, L'Argene o Adriano in Siria. Les seves composicions, especialment els oratoris, que enregistren una fotografia tan valuosa de l'últim barroc a Itàlia i Àustria són comparativament desconegudes.

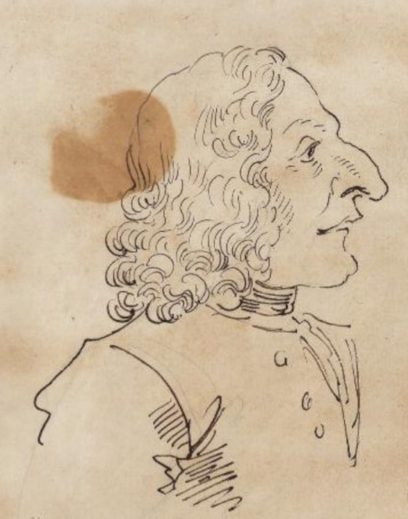
Caricatura de Vivaldi (Ghezzi, 1723)

Antonio Vivaldi (1678-1741), un dels músics més populars del barroc italià, també va ser compositor d'òperes, faceta que en els últims anys ve experimentant un procés de redescobriment i de descobriment pròpiament dit com és el cas de Motezuma (1733), de la qual s'ha trobat la partitura original l'any 2002. De les 49 òperes que va compondre se'n destaquen: Orlando furioso (1727), La fida Ninfa (1732), L'Olimpiade (1734), Griselda (1735), i Bajazet (1735), on Vivaldi reutilitza nombroses àries d'obres seves anteriors i d'obres d'altres compositors (una pràctica habitual a l'època). L'obra de Vivaldi és d'una originalitat sorprenent que ve a demostrar la seva superioritat sobre el seu entorn. D'acord amb el seu temps, en les seves òperes hi manca gairebé per complet els números de conjunt i són una concatenació de recitatius i àries da capo que, no obstant això, s'insereixen en un llenguatge madur de fluïdesa dramàtica en la seva refinada instrumentació, amb especial suggestió en els sols i la seva inspiració lírica. El tractament de les veus, molt heterogeni, remet des de pautes monteverdianes a models de l'òpera seriosa napolitana.

### El naixement de l'opera buffa
Venècia va anar cedint la seva supremacia a Nàpols, que era la major ciutat d'Itàlia a començaments del segle xviii. L'òpera seriosa es va desposseir d'alguns dels seus amaneraments i estenia el seu lligam amb la commedia dell'arte, que va aportar un esforç cap al realisme i la introspecció psicològica, de manera que les figures estereotipades van resultar més humanes i aportaven més encant sensual cap a la melodia i el color tonal. Sensualitat, enginy i comèdia van fer de l'opera buffa napolitana un model que va perdurar fins a Mozart i, més tard, Rossini i Donizetti.
Els arguments de l'òpera bufa són lleugers i graciosos i s'inspira en la vida real; predomina l'element còmic, i sovint s'empra el dialecte napolità en el diàleg. La seva intriga sol no tenir complicacions, l'acció es desenvolupa entre dos o tres personatges. Les primeres manifestacions de l'òpera bufa es realitzen sota la forma d'intermezzi (intermedis o entremesos) que solien representar-se entre els actes de l'òpera seriosa. Aquestes petites farses o comèdies musicals representaven una reacció contra la rigidesa pedant de l'òpera i contra la monotonia de les àries, era la burla, la paròdia contra un gènere que començava a cansar. L'òpera bufa contenia una obertura bastant curta, moltes àries de forma variada, recitatius més lleugers, més frescos i propers al llenguatge parlat que els de l'òpera seriosa, sense que en cap d'aquests casos s'arribés a admetre cap tros parlat, com s'esdevindria en l'òpera còmica francesa o en la sarsuela espanyola. Aquesta música teatral tenia qualitats notòries: l'ímpetu, la vida, el dolor i la varietat. Era eminentment escènica; subratllava els trets de la fesomia, els gestos, les actituds i els diferents moviments dels personatges, es prestava a les inflexions de les veus còmiques; divertia amb mil detalls d'imitació grotesca o poètica en la veu o en la part orquestral (batecs del cor d'un covard, tremolor de cames, soroll dels cops de martell del ferrer sobre l'enclusa, murmuri de la font, refilets dels ocells, etc.) Totes aquestes peculiaritats expliquen per què es va estendre amb tanta rapidesa el gènere i per què tots els autors el van acollir amb entusiasme.

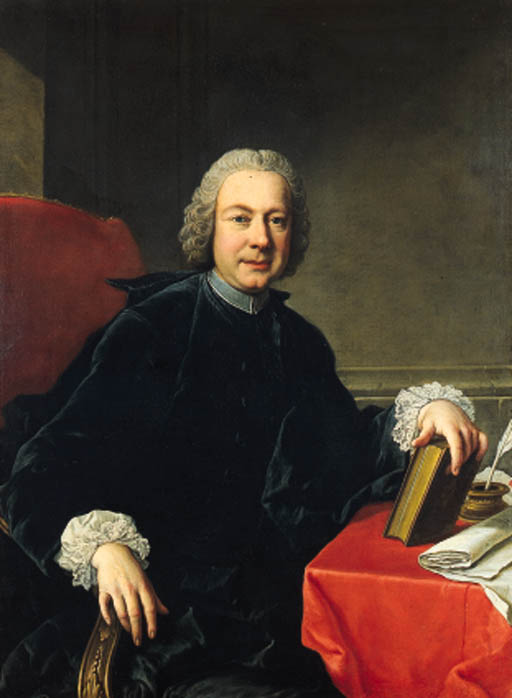
Metastasio, poeta imperial que va imposar a Viena i altres corts europees un tipus d'òpera pomposa i altament convencional

Durant la primera meitat del segle xviii, l'òpera s'havia convertit en un espectacle aparatós i brillant al servei de reis i cortesans de tot Europa. Des de Portugal a Rússia imperava la tragèdia lírica, que tenien com a primer model les òperes d'Alessandro Scarlatti a Itàlia i de Lully a França, a qui va seguir el magnífic Rameau, òperes muntades amb els més sorprenents efectes i un luxe immoderat. Per la seva banda, el principal productor de llibrets de caràcter heroic i mitològic va ser Pietro Trapasi, conegut comunament amb el pseudònim de Metastasio, poeta imperial que va imposar a Viena i altres corts europees aquest tipus d'òpera pomposa i altament convencional. Innombrables autors barrocs i clàssics van prendre els seus llibrets com a base per les seves òperes.

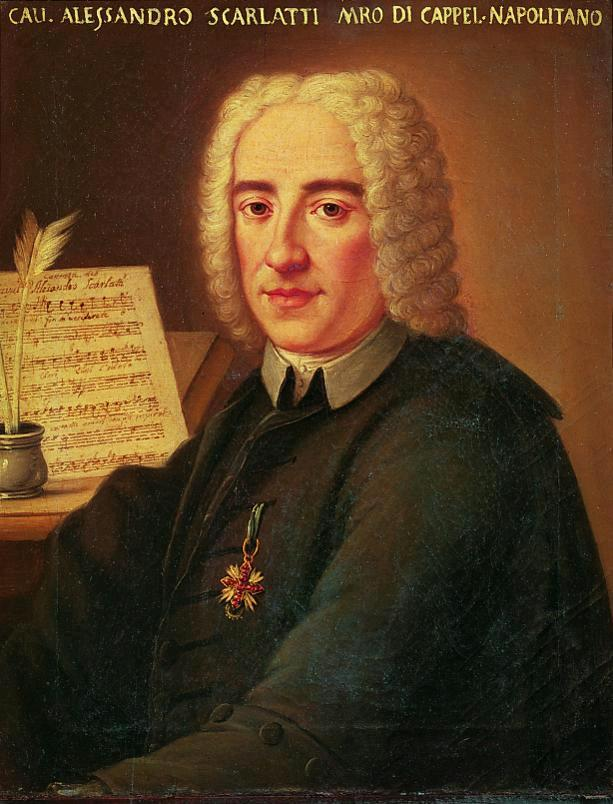
Alessandro Scarlatti

Va ser una època de producció massificada. Alessandro Scarlatti (1660-1725), fundador de l'escola napolitana, va deixar cent quinze òperes, cent cinquanta oratoris i al voltant de sis-centes cantates. L'autocòpia i el manierisme eren inevitables. La seva activitat se centrà més en la música vocal que en l'instrumental. Malgrat la seva joventut, va ser elegit director musical de la cort de Nàpols prenent el lloc a Francesco Provenzale (1624-1704) que durant temps havia anhelat el lloc. Scarlatti és considerat el fundador de l'escola napolitana, i allà feu un gir important a l'òpera com espectacle i inspirant-se en el teatre clàssic francès, va donar un caràcter eminentment seriós al gènere, establint l'obertura tripartita (ràpid-lent-ràpid), els recitatius amb baix continu i les àries en tres parts, anomenada da capo, en què el cantant tenia llibertat de fer ornamentacions en la tercera part.
Tanmateix, va començar un procés de transició gradual. El baix continu, aquest tirà de l'estil barroc acompanyat d'harmonies expressades en temes per sobre de la línia baixa, es batia en retirada pas a pas. Els instruments per continu van anar perdent importància: només el clavicèmbal es va mantenir com a suport dels recitatius secco. El rígid estil d'escriptura es va mantenir més temps en la música religiosa.

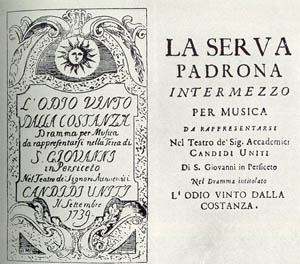
La serva padrona
Edició del llibret de l'època de l'estrena

En ser més propera a la realitat, l'opera buffa va començar a destacar-se. L'intermezzo buffo La serva padrona (1733) de Giovanni Battista Pergolesi (1710-1736) es convertirà en el prototip d'opera buffa. Només hi ha dos cantants i un criat mut i set números musicals amb recitativo secco, però els personatges estan dibuixats amb un enginy nou, amb sensibilitat i força, mostrant la fragilitat humana. A la frescor de les àries i duos s'uneixen la gràcia i comicitat dels recitatius i el mestratge amb què està tractada l'orquestra. L'èxit d'aquesta obra va ser tan gran que aviat la fama de Pergolesi es va estendre per tot Europa. Si bé les seves òperes bufes són encara enrevessades i encara es poden denominar barroques, en els seus intermezzi i en especial La serva padrona, la melodia canvia d'estil i entra ja en el món galant i edulcorat amb un preciosisme vocalista del millor gènere, apuntant ja en línia directa cap a Mozart.
A part de Pergolesi, els primers compositors importants d'opera buffa foren Nicola Logroscino, al qual se li atribueix la invenció dels trossos de conjunt per finalitzar els actes d'aquestes òperes, Baldassare Galuppi, molt proper al Classicisme, i el mateix Alessandro Scarlatti. Tots ells es movien entre Nàpols i Venècia. A mitjans del segle xviii havia adquirit un apogeu important i van començar a incloure-hi tons sentimentals i a vegades fins i tot derivant a comèdies lacrimògenes que li donaren encara més entitat.
L'obra de Niccolò Piccinni fou inicialment immensament popular per tot Europa. El 1790 havia produït més de 70 produccions d'òpera que s'havien realitzat a totes les ciutats europees importants. Va destacar sobretot amb el gènere buffo amb el que aconseguí els seus grans èxits, el més sonor dels quals va ser La Cecchina amb text de Carlo Goldoni.
Johann Adolph Hasse (1699-1783) va establir les noves formes estilístiques, amb l'accent en l'emoció, tant en la música instrumental com en l'òpera, escrivint simfonies dolçament melòdiques i algunes òperes que responen plenament a l'estil galant, com Artaserse i Catone in Utica.

## El classicisme
Diversos compositors van intentar, a mitjan segle xviii, canviar les pràctiques operístiques. Van introduir formes diferents del da capo en les àries i van fomentar la música coral i instrumental. Un dels factors d'aquest canvi fou l'òpera còmica, que rebia diversos noms: ballad opera a Anglaterra, opéra comique a França, singspiel a Alemanya i opera buffa a Itàlia. Totes aquestes variacions tenien un estil més lleuger que l'opera seria italiana. Alguns diàlegs es recitaven en lloc de cantar-se i els arguments solien tractar de gent i llocs comuns, en lloc de personatges mitològics. Aquestes característiques poden veure's clarament a l'obra del primer mestre italià de l'òpera còmica, Giovanni Battista Pergolesi.

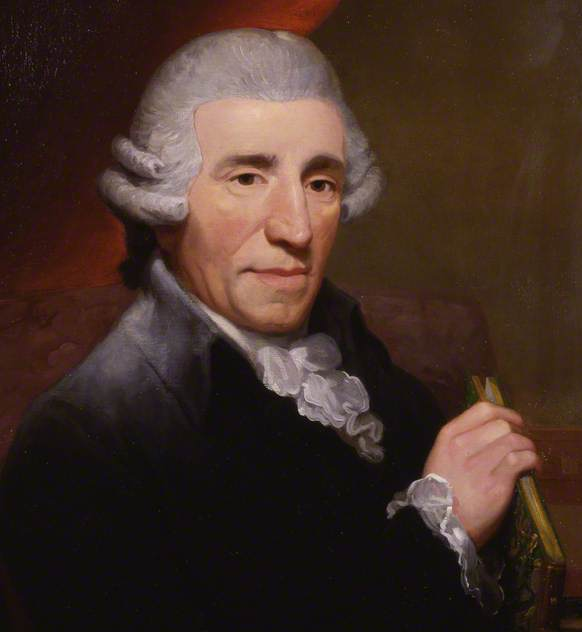
Josep Haydn

Joseph Haydn (1732-1809), mentre treballava a la cort de l'emperadriu Maria Teresa a l'òpera d'Eszterháza, va fer incursions una mica obligades a l'òpera, tres en el camp de l'opera buffa: Lo speziale, L'infedeltà delusa i La canterina; quatre en l'opera seria: L'isola disabitata, Armida, Acide e Galatea i L'anima del filosofo (composta el 1791 per Londres però no representada fins al 1951 a Florència); i sis en l'opera semiseria: Le pescatrici, L'incontro improvviso i Il mondo della luna (ambdues basades en Goldoni), La vera costanza, La fedeltà premiata i Orlando Paladino. Les seves òperes desborden de música sumptuosa i melòdica, però els seus llibrets manquen d'un impacte dramàtic particular. El màxim exponent de la Viena clàssica ha passat a la història sobretot per les seves simfonies, quartets de corda o sonates per a piano.
El compositor Giovanni Paisiello (1740-1816) del sud d'Itàlia, a qui Mozart admirava, havia escrit La serva padrona el 1781, Il barbiere di Siviglia, basant-se en la comèdia homònima de Beaumarchais, a Sant Petersburg l'any següent i Nina el 1789. Aquesta comèdia va quedar enfosquida posteriorment per la versió de Rossini del 1816. Un coetani seu, l'italià Domenico Cimarosa (1749-1801), va ser autor de partitures de considerable èxit a finals del segle xviii, especialment a Viena, on va succeir Antonio Salieri com a director de música de la cort. Il matrimonio segreto (Viena, 1792) va ser l'única òpera còmica de finals del segle xviii que es va fer un lloc en el repertori al costat de les obres escèniques de Mozart.

### Reforma de Gluck

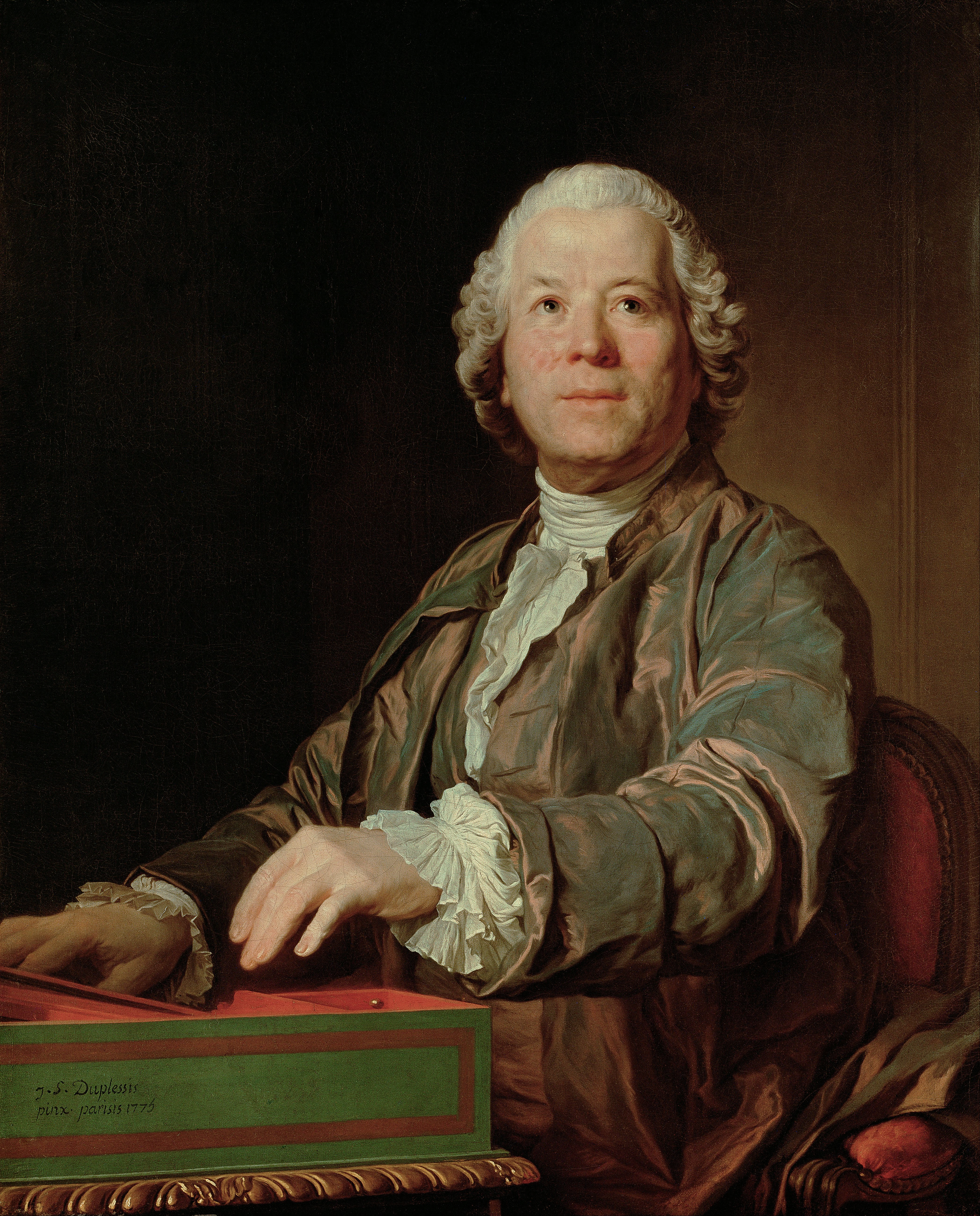
Christoph Willibald Gluck

Els successos pelegrins i incongruents que proporcionaven als músics els llibrets durant la primera meitat del segle, no tenien cap versemblança, i van fer sorgir certs moviments reformistes, com el dels dos grans revolucionaris de l'època, el llibretista Ranieri de' Calzabigi (1714-1795) i el compositor Christoph Willibald Gluck (1714-1787). Fins a 1762, Gluck havia conreat predominantment l'estil italià, amb la seva marcada generositat cap als virtuosismes i extraordinàries destreses dels cantants. No va ser fins aleshores que Gluck es va associar amb el poeta italià Ranieri de' Calzabigi, qui li va escriure un llibret que admirablement va concertar amb les idees del compositor pel que fa a l'apropiat equilibri entre paraules i música. Amb el vast objectiu de reconduir el gènere líric cap a un estil comparable al de la tragèdia grega clàssica.
Christoph Willibald Gluck va suposar la revolució en el teatre musical. Aquest compositor bavarès es desplaçà a Itàlia per estudiar amb Giovanni Battista Sammartini. Des del principi va escriure òperes serioses i còmiques, alternant els estils francès i italià, i ballets per l'escena, però durant gairebé trenta anys no hi va haver el menor indici que anés a reformar el teatre musical, si bé ja mostrava una tendència clara cap a la concisió, els efectes sorprenents i l'entusiasme rítmic. I el 1762 al Burgtheater de Viena arriba Orfeo ed Euridice, amb tan sols tres cantants principals, cors i ballet. El drama estava construït en línia amb l'estil parisenc, amb diversos tableaux de fort contrast. La intenció de Gluck era fer que la música, expurgada d'àries de coloratura i da capo, estiguessin al servei del drama i del text. Aquesta obra comença a influir en els seus coetanis sobretot després de l'estrena de la versió francesa ampliada de Orphée et Euridice a l'Académie Royale de París (1774).
La reforma proposada per Gluck consistirà en el fet que el llibret expressi els sentiments de manera senzilla i inequívoca, tractant de commoure a l'auditori, dissolent el drama en la música en comptes de limitar-se a adornar-lo. La seva reforma es fundava sobretot en l'assoliment de la unitat del drama, per tornar a la música la seva funció primordial al servei del text i posar fi a les convencions metastasianes de les àries da capo, profusament ornamentades i cantades per castrati després dels recitatius secchi: a les óperas de Gluck només hi ha recitatius accompagnati.
El 1776 torna a portar a París una revisió d'Alceste (representada per primera vegada el 1767 a Viena), i els partidaris de l'òpera italiana es van aixecar contra ell. L'estil sense ornaments de Gluck, estant al servei del drama, sintonitzava amb el tipus de racionalisme francès que situa el text, l'acció i la naturalitat per sobre del flux de notes de les òperes escrites pels cantants. Altres òperes estrenades a París foren: Iphigénie en Aulide (1774), Armide (1777), Iphigénie en Tauride i Echo et Narcisse (1779). L'èxit assolit per Gluck en situar el drama per sobre de la música va afectar la història de l'òpera, des dels romàntics com Berlioz fins a Wagner.
L'italià Gaspare Spontini (1774-1851), amb La vestale (1807) i Fernand Cortez (1809) va reblar l'estil de Gluck fent la gran òpera festiva, decorativa, de l'era napoleònica. Com a director, va introduir l'ús de la batuta, va organitzar la ubicació dels elements de l'orquestra i va assajar meticulosament oferint representacions modèliques de les seves pròpies òperes així com de les de compositors com Mozart o Weber.

### Mozart

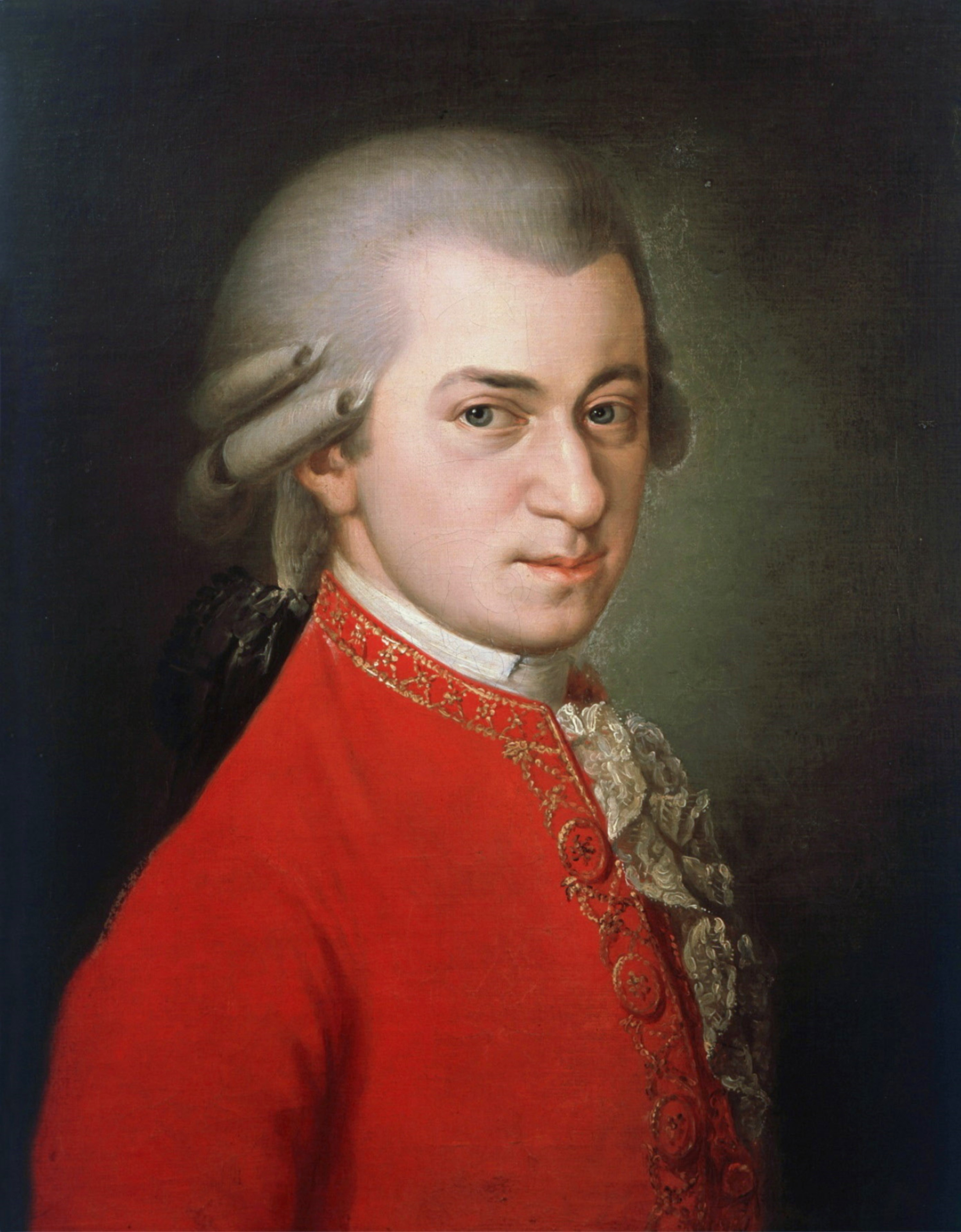
Wolfgang Amadeus Mozart

Wolfgang Amadeus Mozart va néixer el 27 de gener de 1756 a Salzburg, fill de Leopold Mozart, també compositor i director musical. Mozart va sorprendre tot Europa com a nen prodigi i només amb dotze anys va escriure el Singspiel (òpera còmica alemanya amb diàleg parlat) Bastien und Bastienne. Mozart es va apropiar primerament dels vehicles establerts i els va donar un contingut d'inimaginable riquesa. La finta semplice (1769), segons l'obra de Goldoni, es va convertir en la seva primera opera buffa. Milà, que era sota domini austríac, va contemplar les obres escèniques que va escriure durant la seva adolescència: Mitridate, re di Ponto (1770), Ascanio in Alba (1771) i Lucio Silla (1772). Basades en temes convencionals relatius al món antic, estaven plenes d'audàcies expressives i música sumptuosa. Il sogno di Scipione la va escriure per Salzburg el 1772, i el 1775 La finta giardiniera per Múnic, un embolic amorós situat a mig camí entre la serietat i l'humor buf. Mozart va escriure dues òperes serioses: per Múnic va escriure Idomeneu, rei de Creta (1781), amb una instrumentació variada, de sonoritat acolorida, rica en simbolisme tonal, que representa un cim en la llarga història de l'opera seria; i per a Praga La clemenza di Tito (1791, de Metastasio). El rapte del serrall (1782) va ser la primera de les obres escèniques de Mozart en fer-se popular ràpidament, si bé només als països de parla germànica. Amb Les noces de Fígaro (1786), de Lorenzo da Ponte (1749-1838), l'opera buffa queda elevada a comèdia de gènere. En el dramma giocoso Don Giovanni (1787) els personatges es mouen entre l'opera seria, la tragicomèdia i l'opera buffa. El segle xix va manifestar la seva desaprovació a Così fan tutte (1790), l'última opera buffa que Mozart va escriure amb da Ponte, perquè la trobava lasciva i capritxosa. 

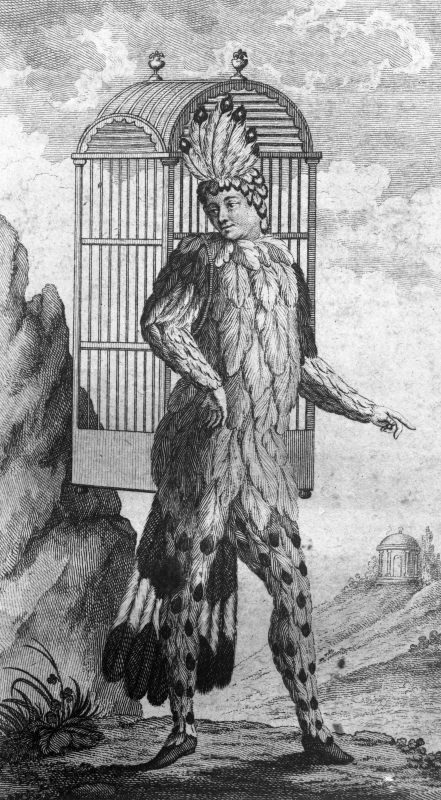
Dibuix d'Emanuel Schikaneder com el primer Papageno a La flauta màgica.

 A partir de les reformes il·lustrades de Josep II, la demanda d'una òpera en alemany s'havia anat elevant cada vegada més. El 30 de setembre de 1791, poques setmanes abans de la mort de Mozart, es va dur a terme amb gran èxit la primera representació de La flauta màgica, una obra escènica en la qual els elements estilístics es combinen per a crear una obra aparentment ingènua però en realitat dotada de múltiples estrats: els de l'òpera seriosa (amb personatges com la reina de la nit), les reformes de Gluck (àries breus), l'estructura dramàtica mozartiana (finals complexos), decorats espectaculars, conte de fades oriental, idees maçòniques de fraternitat i farsa suburbana vienesa (Papageno).
Vicent Martín i Soler, el compositor més famós en vida d'aquest període a Viena i avui pràcticament oblidat, va compondre una trentena d'òperes, d'entre les quals cinc amb el llibretista Lorenzo da Ponte. La més famosa i representada el 1991 al Liceu fou Una cosa rara. Tanmateix, l'ombra de Mozart ha sigut massa allargada i contundent, no deixant passar a la història (com a mínim quant a popularitat) a compositors com Martin i Soler o el txec Josef Mysliveček (1737-1781), amb més d'una vintena d'òperes dins la tradició de l'estil galant on sobresurt Il Bellerofonte (1767), que fou un gran èxit quan s'estrenà a Nàpols.
Luigi Cherubini (1760-1842) fou un compositor italià que passà la majoria de la seva vida a França. Médée (1797) i Les Deux Journées (1800) són les seves obres més conegudes. Malgrat que la seva música no és massa coneguda actualment, era admirat per molts dels seus contemporanis. A causa de la seva llarga vida, alguns autors el classifiquen entre el Classicisme i el Romanticisme, i fins i tot se'l considera un precursor de la Grand Opéra.

## El romanticisme
L'hedonisme de les èpoques barroca i rococó s'havia extingit per ranci i hi havia novament interès en l'ètica, els ideals, l'heroisme i l'emoció. L'heroi o l'heroïna solitaris, l'individu excepcional, es van convertir en objecte de culte, de manera destacada en l'òpera de terror i evasió que procedia de París. L'exemple paradigmàtic del nou estil d'òpera heroica és Fidelio (1805), l'única de Ludwig van Beethoven (1770-1827).

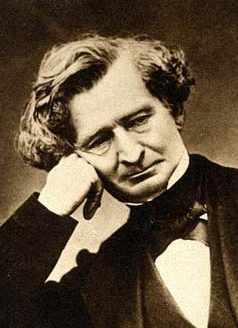
Hector Berlioz al 1863

En el món del teatre, a París es preparava un canvi d'estil amb dos fets destacats. Als voltants de 1830 el poeta Victor Hugo (1802-1885) proclamava el Romanticisme francès amb les seves obres pintoresques i l'aparició de les tragèdies de Shakespeare als escenaris de París que van alliberar al teatre francès del classicisme estricte de Racine i Corneille, amb formes dramàtiques que es remuntaven a Aristòtil. Havia començat una pronunciada transformació estètica. Hector Berlioz (1803-1869) va respondre a aquesta emancipació de la imaginació amb dues partitures amb fantàstiques versions musicals de Roméo et Juliette (1839), presa de Shakespeare, i de la llegenda dramàtica La Damnation de Faust (1846), adaptació lliure d'alguns episodis de Faust de Goethe, on barreja elements de l'òpera amb elements del teatre modern, superrealista, el lirisme amb la fantasmagoria, el realisme gràfic amb els efectes mecànics. Berlioz era un advocat del llenguatge instrumental ben definit, de fet el seu Traité d'instrumentation et d'orchestation modernes (1844) ha estat vigent fins al dia d'avui.
En la culminació del Romanticisme, el mite va ser substituït pel conte de fades, per la llegenda, i sobresurten nous temes com: la infinitud, les tenebres, la mitja llum, els somnis, les personificacions de les forces naturals, la supremacia del sentiment davant la raó, i la creativitat davant la imitació neoclàssica. Més endavant va anar associat a una forta tendència nacionalista.
Berlioz, prenent Gluck i Beethoven com a referents de la seva excèntrica imaginació, va escriure dues grans òperes a l'estil de la tragèdia lírica. Benvenuto Cellini (1838), on apareix el leitmotiv, que Wagner va elevar a sistema, a l'estadi preliminar de sons i harmonies directrius que penetren tota la partitura i concentren l'acció musical; i Les Troyens (1863), amb un ambient dramàtic per representar els episodis de l'Eneida del poeta llatí Virgili.

### Rossini-Donizetti-Bellini

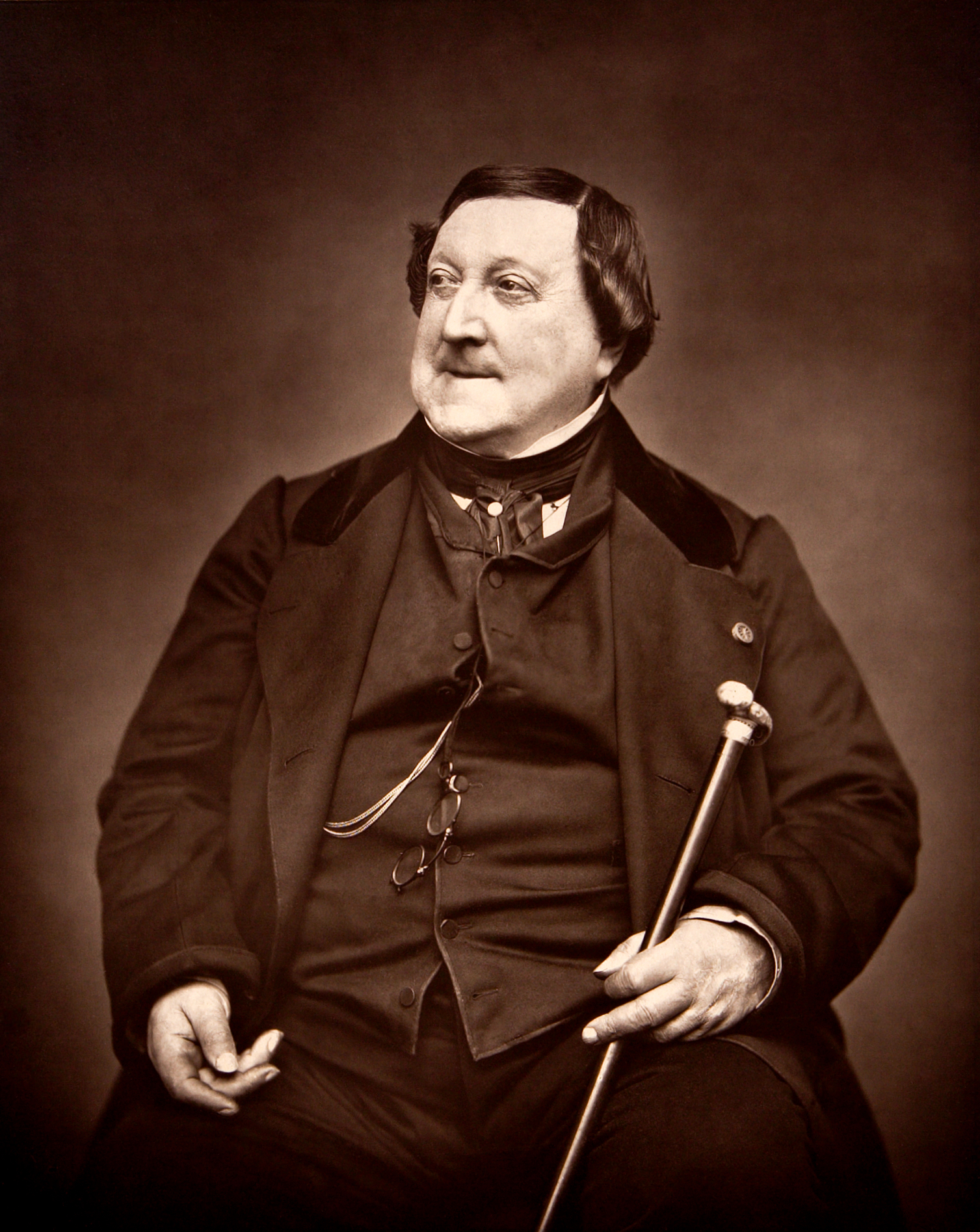
Gioachino Rossini

Amb l'arribada de Gioachino Rossini (1792-1868), arriba la melodia. Les seves quaranta i tantes òperes tenen una bona relació qualitat-èxit: agradaven als cantants, als gerents dels teatres i en definitiva al públic. Només se'l menyspreava, com un simple productor d'àries, per part de Berlioz i alguns dels romàntics alemanys.
Escrivint per encàrrec per un teatre després d'un altre, entre Itàlia i Viena, va compondre a tota velocitat, inicialment a la manera tradicional, però mostrant ja els seus trets distintius des del Tancredi (1813). Amb una línia vocal vigorosament emotiva, conjunts i finals modelats a l'estil de Mozart, sorprenents pautes rítmiques que incorporen ostinatos i crescendos i un so orquestral de gran complexitat, que tenia un paper purament d'acompanyament. Els temes orientals s'havien fet populars i estaven plens de situacions còmiques, com a L'italiana in Algeri (1813) i Il turco in Italia (1814). Seguiren Il barbiere di Siviglia (1816), la seva obra més popular i representada amb una successió magnífica d'àries, duets i cors, i La Cenerentola (1817).
Rossini va escriure molts papers per un personatge central mezzosoprano amb una coloratura flexible per la seva primera esposa, la cantant espanyola Isabella Colbran. Un d'ells va ser Elisabetta, regina d'Inghilterra (1815), que va ser notable per dues innovacions: la coloratura estava escrita en la seva totalitat, sense deixar-la al criteri i possibilitats de la cantant, i hi havia un recitatiu stromentato totalment escrit a la partitura, en lloc del recitatiu secco.
Abans de la seva retirada anticipada en el cim de la seva popularitat als 37 anys, Rossini s'immergí en l'opera seria amb títols com Otello (1816), Mosè in Egitto (1818), La donna del lago (1819), Maometto II (1820), Semiramide (1823), i sobretot la seva darrera òpera Guillaume Tell (1829), descomunal òpera en quatre actes amb la gràcia italiana de la cavatina i el duo, l'harmonia alemanya del cor i la claredat i la precisió de l'estil francès.

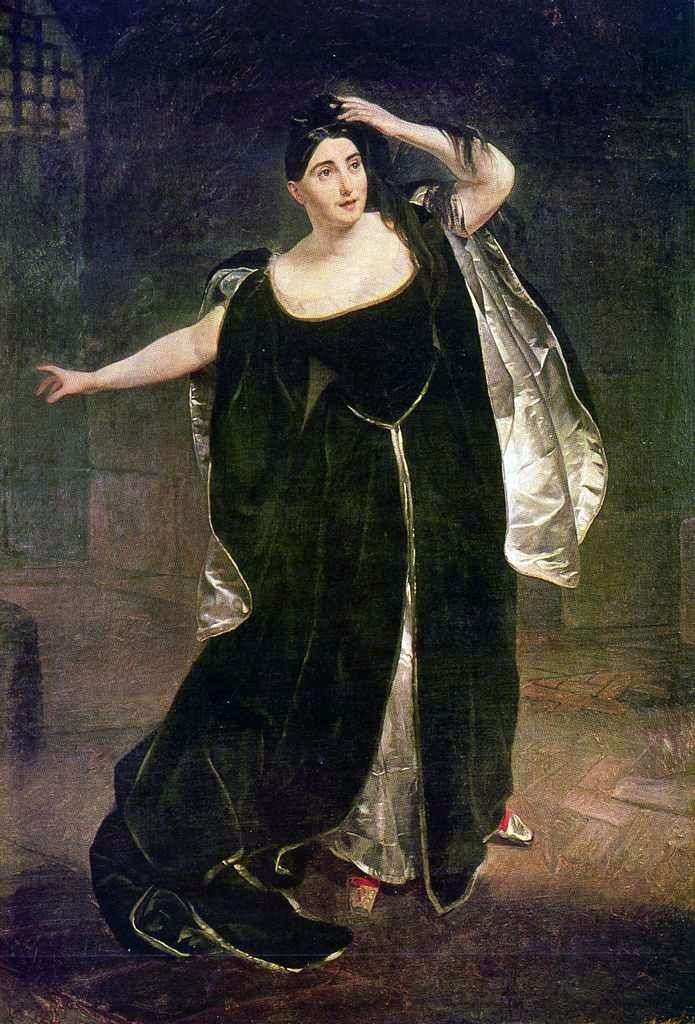
Giuditta Pasta interpretant Anna Bolena

Gaetano Donizetti (1797-1848), ajudat per una creativitat i una empenta poc comunes, va encadenar èxit rere èxit. Anna Bolena (1830), L'elisir d'amore (1832), Lucrezia Borgia (1833), Lucia di Lammermoor (1835), Maria Stuarda (1835), la seva obra mestra, que ha estat interpretada arreu del món, són algunes de les seves més de setanta òperes. La seva Don Pasquale (1843) fou la darrera opera buffa italiana fins al Falstaff (1893) de Verdi.

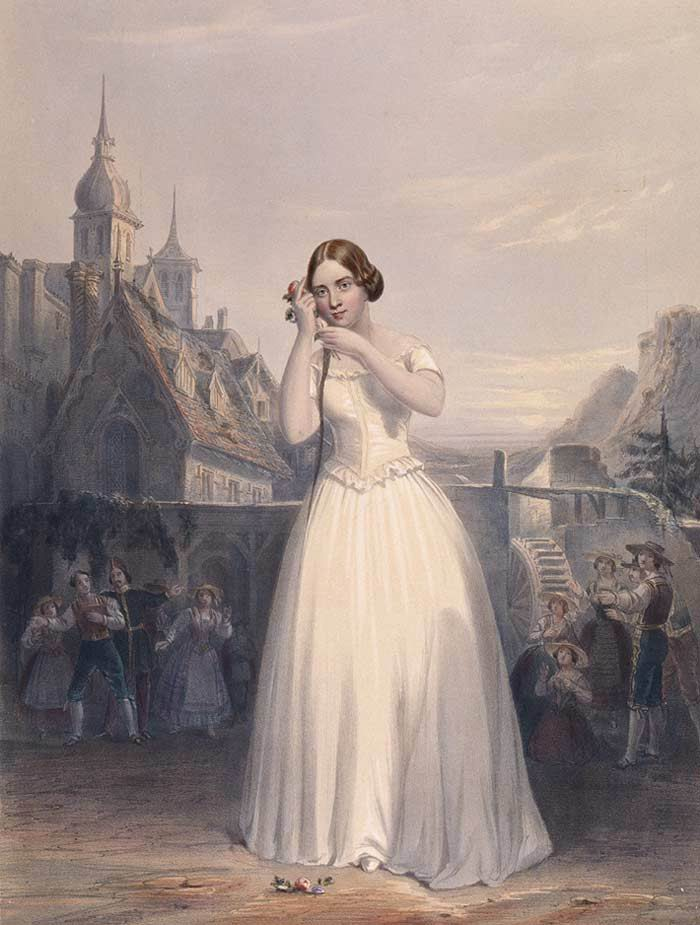
Jenny Lind interpretant La sonnambula

El sicilià Vincenzo Bellini (1801-1835) va ser el mestre de l'òpera italiana del bel canto, amb les seves melodies, les seves cançons belles i sublims, amb la seva particular concepció del so, de la veu i del silenci. Els personatges femenins ocupen els papers centrals, una soprano lírica de coloratura a La sonnambula (1831), i una gran heroïna dramàtica a Norma (1831), la gran òpera tràgica admirada per Verdi i Wagner. No sols és la millor òpera de Bellini, sinó la més universal i la que millor aguanta el pas dels anys. L'enlluernadora ària Casta diva es considera com una de les més difícils del repertori per soprano. I Puritani (1835), és la seva tercera obra més representada.

### El nacionalisme alemany
Comencen les tendències nacionalistes alemanyes i l'òpera n'és un reflex, accelerada a Alemanya pel patriotisme de les guerres d'alliberament i l'expulsió de Napoleó, calia sacsejar la tirania del gust italià i francès. Idees similars es van instal·lar als països eslaus una mica més tard.
El mateix any de la caiguda de Napoleó (1816), Louis Spohr (1784-1859), el virtuós violinista i director alemany, va estrenar Faust a Praga que, igualment que l'exòtica Jessonda (1823), era una original combinació de tradició amb innovacions formals i harmòniques, situant-se més o menys entre Mozart i el primer Wagner. El mateix any va veure també la primera representació a Berlín de l'òpera tipus conte de fades, Undine, també en part convencional i en part profètica. Escrita pel poeta, músic i autor teatral prussià Hoffman (1776-1822) que havia escrit: La música és la més romàntica de totes les arts; es podria dir que és l'únic art autènticament romàntic, perquè el seu objecte no és cap altre que l'infinit.

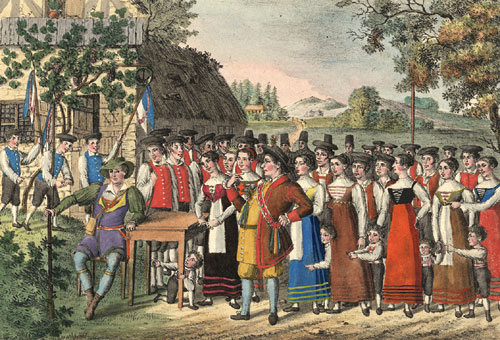
Litografia d'una representació del 1822 de Der Freischütz

Carl Maria von Weber (1786-1826), home de teatre, pianista i escriptor, va causar sensació com a director d'òpera a Praga i Dresden i el 1821 va ser celebrat com un esdeveniment nacional la seva posada en escena de Der Freischütz a Berlín. Aquesta obra marca la fita més important en el desenvolupament de l'òpera alemanya entre La flauta màgica i l'entusiasta de Weber, Wagner.
La sumptuosa música de Weber per Euryanthe (Viena, 1823) oferia tots els personatges favorits del primitiu Romanticisme: nobles cavallers i malignes adversaris, un àngel d'innocència i un dolent viperí, que fan presagiar la partitura de Lohengrin de Wagner. Amb Oberon (1826), ja molt malalt, torna amb un conte de fades una mica extravagant, amb cavallers i turcs.
Altres autors menors d'aquesta època Albert Lortzing (1801-1851), que va obtenir fama amb Der Wildschütz (1842) i Zar und Zimmermann (1837), i Friedrich von Flotow (1812-1883), recordat per la seva Martha.

### L'òpera russa
Dins l'imperi tsarista de Rússia, Mikhaïl Glinka (1804-1857) componia Una vida pel tsar (1836) i Ruslan i Lyudmila (1842), i malgrat que la música seguia sent italiana, va introduir temes i melodies russes als escenaris. A partir d'Una vida pel tsar és quan podem parlar del començament de la música russa, la capdavantera del nacionalisme musical que després seguirien la resta de països eslaus i els països nòrdics. Nikolai Rimski-Kórsakov, Aleksandr Borodín i Piotr Ilich Txaikovski feren també les seves aportacions operístiques, tot i que seria sobretot Modest Mússorgski (1839-1881) el qui realitzaria autèntiques obres mestres.
L'antipatia cap a l'harmonia centreeuropea i cap a les seves formes teatrals i musicals van inspirar a Mússorgski per crear un llenguatge musical rus lliure d'inhibicions i compromisos i unes obres escèniques que tenen una condició distanciada i èpica molt llunyana del model centreuropeu. A Borís Godunov (1874), relata la vida del tsar en un drama musical popular, tal com ell l'anomenà. A Khovànxtxina (1886), situada en l'edat mitjana russa, desplega una enigmàtica història de passió èpica. Malauradament, Mússorgski va ser un personatge tingut per bon melodista però pobre instrumentador. Per això moltes de les seves obres han estat conegudes a través d'arranjaments i orquestracions fetes per altres músics. Òperes com Borís Godunov han esdevingut cèlebres a partir dels arranjaments de Rimski-Kórsakov o Xostakóvitx que, sense mala intenció, volgueren perfeccionar quelcom que Mússorgski va concebre a la seva manera.
Piotr Ilitx Txaikovski (1840-1893) a Eugeni Oneguin (1879), basada en la novel·la en vers de Puixkin, retratava una versió russa i pessimista del món i mostrava un tret essencial del teatre musical rus: l'expressió èpica i ampul·losa, fragmentada en múltiples escenes. A La dama de piques (1890) Txaikovski va posar en joc una ambientació vigorosament efectiva al servei d'una història romàntica de terror. La seva personalitat complexa i no sempre ben tractada per la crítica, forjà una obra compacta, coherent i a mig camí entre la tradició eslava i l'emmirallament cap a Itàlia i Alemanya.

### Els altres nacionalismes
La consciència nacional es va desenvolupar durant el segle xix. Els pobles se sentien cada vegada més orgullosos de les seves pròpies llengües, cultures i històries. El nacionalisme romàntic es va rebel·lar contra la supremacia de l'òpera italiana, francesa i alemanya. Cada país buscava la independència fins i tot al teatre musical. Utilitzaven elements específicament propis en la seva música, amb ritmes i melodies del folklore més propers.
La contribució anglesa al repertori internacional s'havia aturat pràcticament a Händel pel domini de l'òpera italiana. L'òpera en anglès només es va desenvolupar en certs compositors força desconeguts com Henry Bishop (1786-1855), Michael William Balfe (1808-1870) o George Alexander Macfarren. L'òpera anglesa va fracassar àmpliament perquè l'aristocràcia va romandre fidel a l'òpera italiana i les classes mitjanes encara la consideraven immoral. Amb la posada en escena de les òperes còmiques que van escriure el dramaturg W.S. Gilbert (1836-1911) i el compositor Arthur Sullivan (1842-1900), l'òpera va començar a ser coneguda per aquestes classes mitjanes. Iolanthe (1882) i The Mikado (1885) han sigut les més perdurables.

### La Grand Opéra francesa
La Grand Opéra és un estil que es caracteritza per la seva grandiositat aparegut sobretot a París a mitjan segle xix. Els temes heroics i històrics, els grans personatges, les vastes orquestres, els vestits sumptuosos i els efectes escènics espectaculars eren els trets comuns d'aquest gènere. Unes altres característiques inclouen la música contínua (recitatiu en comptes de diàleg parlat), amb una estructura de quatre o cinc actes i la prevalença de ballets i nombrosos cors.

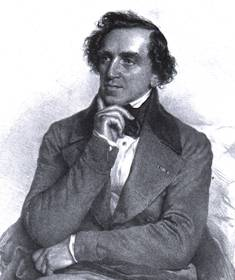
Giacomo Meyerbeer

Giacomo Meyerbeer (1791-1864), d'origen alemany però que va desenvolupar la seva carrera fonamentalment a París, va ser el primer gran exponent de la Grand Opéra francesa a mitjan segle xix. Obté un gran nombre de representacions combinant elements dels estils italià i francès amb minuciositat alemanya. Robert le diable (París, 1831), era una òpera romàntica de terror, última variant de l'òpera seriosa històrica. Les Huguenots (1836) desplega una complicada intriga en cinc actes, basada en el conflicte entre catòlics i calvinistes. L'esgarrifós ritual de la consagració de les espases, amb les seves tenebres demoníaques i el seu fanatisme, és un dels grans conjunts romàntics. Le Prophète (1849), és un espectacle turbulent sobre el moviment reformista dels anabaptistes a la regió de Münster. L'Africaine (1865), obra pòstuma, narra els viatges de Vasco de Gama i està plena de color exòtic, acaba amb el Liebestod de Selica sota un singlot verinós. Les crítiques de Wagner van tenir una notable influència en el declivi de la popularitat de Meyerbeer després de la seva mort.

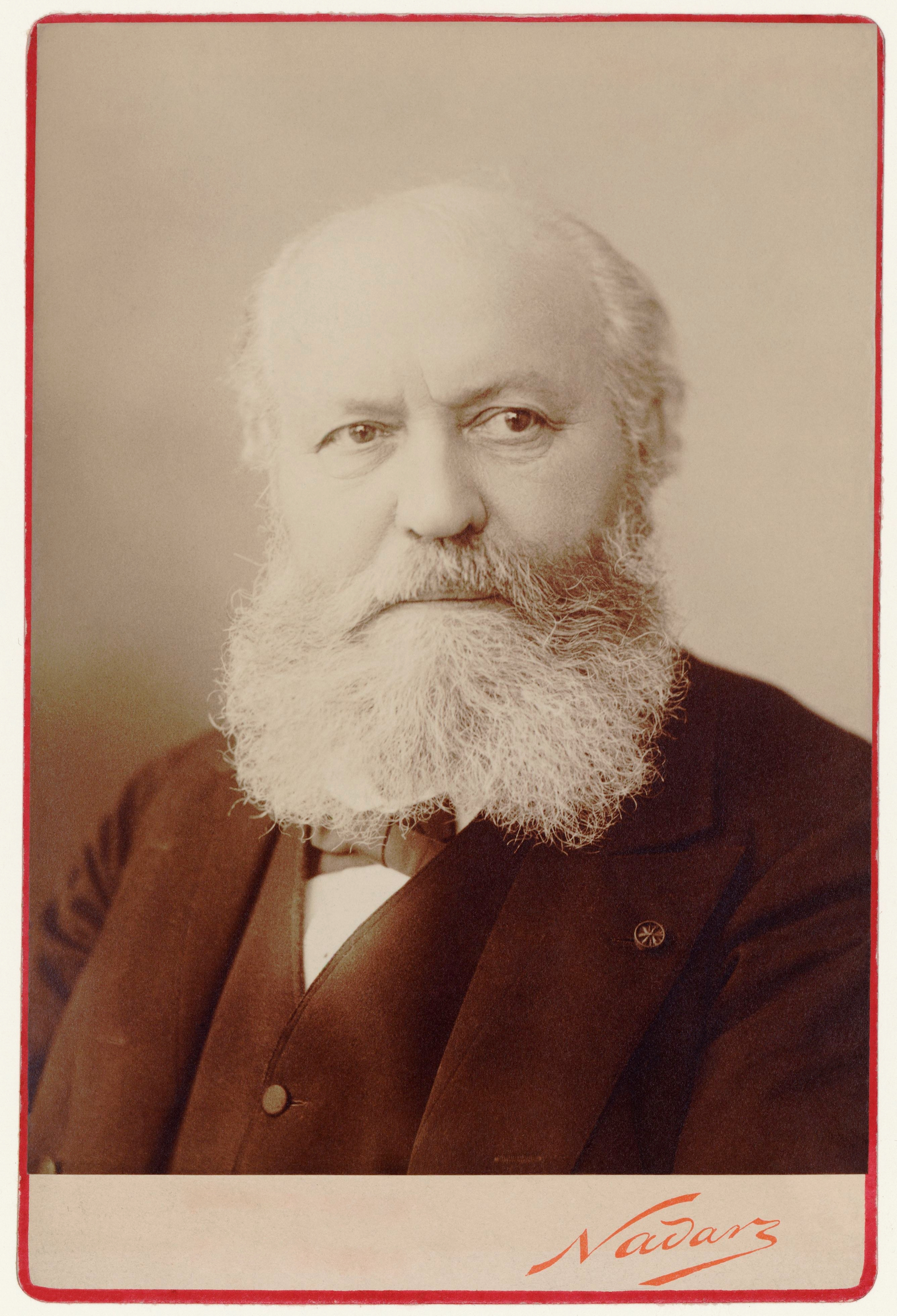
Charles Gounod

Charles Gounod (1818-1893), amb la seva òpera més cèlebre i representada Faust (1859), tot i respectar les convencions de la grand opéra francesa (grans escenes de conjunt, cors multitudinaris, i l'inevitable ballet...) trenca amb alguns dels seus convencionalismes, amb una orquestració més rica i dotant als recitatius d'una gran entitat musical, situant a Marguerite en una posició central amb la seva coloratura. Mireille (1864) i Roméo et Juliette (1866) també van tenir èxit en les seves estrenes a París.
Georges Bizet després de formar-se a Itàlia, va compondre Les Pêcheurs de perles (1863) i la més popular i representada de les òperes franceses: Carmen (1875), on elegantment treballa elements de música espanyola (fins i tot amb elements de la música flamenca) encara que mantenint òbviament la francesa.
També cal destacar François Adrien Boieldieu (1775-1834) amb la sensibilitat ingènua de la seva òpera còmica La Dame blanche (1825), Adolphe Adam (1803-1856), conegut sobretot per la nadala O Holy Night i els seus ballets, amb l'enaltiment de la vida senzilla a Le Postillon de Lonjumeau (1836), Daniel Auber (1782- 1871), que amb la seva òpera La Muette de Portici (1828) va desencadenar la revolució de setembre de 1830, que va conduir a la independència de Bèlgica, i l'alemany-francès Jacques Offenbach (1819-1880) amb operetes i òperes burlesques i satíriques com La Belle Hélène. Després del seu sensacional èxit en aquest tipus d'òperes, es va posar a escriure la seva única obra escènica seriosa, entorn del personatge del poeta romàntic E.T.A. Hoffmann. Els contes de Hoffmann, amb el seu text, sentiment i enginy francesos omnipresents, continua sent un enigma. Qualsevol que sigui la versió pòstuma que s'elegeixi, l'última obra d'Offenbach per l'escena és un compendi de les idees romàntiques.
Ja al tombant de segle, la tragèdia lírica va adquirir complexitat musical i psicològica en les 25 òperes escrites per Jules Massenet (1842-1912), dues de les quals, Manon (1884) i Werther (1892), encantadorament sensuals en el seu so i plenes d'elements estilístics variats, malgrat ser totalment líriques, vorejen el nou estil naturalista. La influència de Massenet es detectarà més tard en Ruggero Leoncavallo, Pietro Mascagni, Giacomo Puccini o en el Pelléas et Mélisande de Claude Debussy.

### Verdi

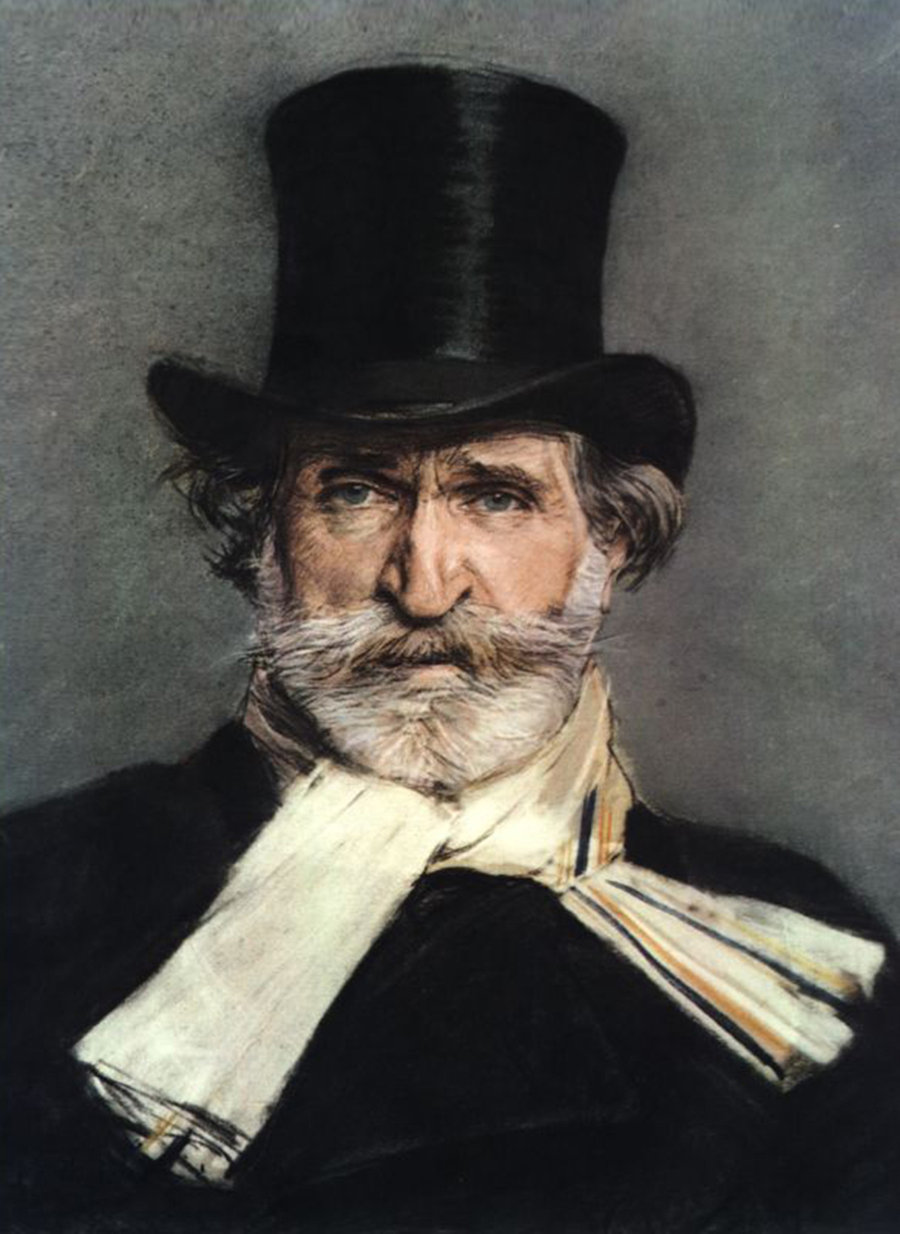
Giuseppe Verdi

L'obra de Giuseppe Verdi (1813-1901) es va assimilar sovint al moviment nacionalista italià conegut com a Risorgimento, i a la reunificació del regne. Per exemple, en el seu primer gran èxit, el cor dels esclaus jueus de Nabucco (1842), es considera un himne italià no oficial. Curiosament, algú va descobrir que el nom de Verdi era l'acrònim de Vittorio Emanuele Re D'Italia (Vittorio Emmanuel Rei d'Itàlia), quan Milà (aleshores sota l'ocupació austríaca) començava a donar suport als esforços de Víctor Manuel per la reunificació italiana.
En un principi es veu obligat a treballar amb llibrets convencionals que li lliuraven, com la variant del tema de Don Juan, Oberto, Conte di San Bonifacio (Milà, 1839), seguida d'Un giorno di regno, el seu únic intent en la comèdia fins a Falstaff, al final de la seva carrera. En els primers anys, l'estil de Verdi era tradicional amb influències de Rossini, Bellini, Meyerbeer i, sobretot, Donizetti i Mercadante, amb recitatius amb acompanyament orquestral i escenes de bel canto, conjunts plens d'agitació apassionada, grans entrades corals, amb canvis d'escena i un final expansiu abans de l'entreacte principal. L'heroi i l'heroïna tenien veus altes, els personatges secundaris en tessitura de baríton, els dolents, els dignataris i els pares eren contralts i baixos. Amb el pas del temps, gràcies als èxits aconseguits, Verdi pot apostar per un estil més personal en les seves òperes, i pot pressionar llibretistes i empresaris a arriscar i experimentar una mica més. Va aconseguir un llenguatge orquestral més expressiu i perfecte per caracteritzar l'acció, va insistir en la dicció clara, va anar derivant amb confiança cap al drama musical, però sempre, com a bon italià, estava lligat per la supremacia de la veu i de la forma.

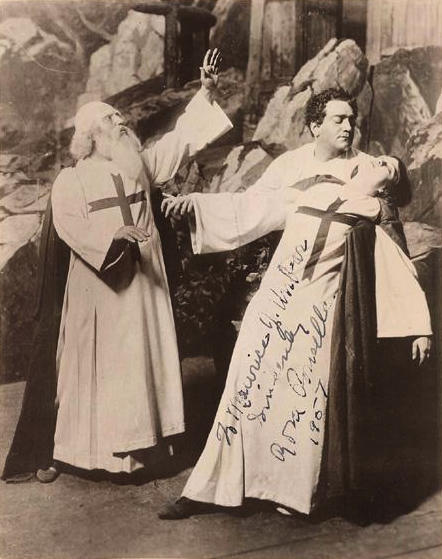
Rosa Ponselle i Enrico Caruso interpretant La forza del destino

Després de lèxit de Nabucco, entra en un període de 7 anys de gran producció amb obres basades en clàssics del teatre com Friedrich von Schiller: Giovanna d'Arco (Milà, 1845), I masnadieri (Londres, 1847), i Luisa Miller (Nàpols, 1849); Victor Hugo: Ernani (Venècia 1844); Lord Byron: I due Foscari (Roma, 1844), i Il corsaro (Trieste, 1848); i del seu ídol Shakespeare: Macbeth (Florència, 1847).
Verdi havia assolit la plena maduresa artística, i arriben els primers grans èxits aclaparadors: Rigoletto (Venècia, 1851), Il trovatore (Roma, 1853) i La Traviata (Venècia, 1853). Verdi podia finalment compondre sense presses, però el món musical estava canviant lentament, fins i tot a Itàlia. I Verdi també experimenta amb Un ballo in maschera (Roma, 1859), amb reflexos de l'òpera rococó, La forza del destino, (Sant Petersburg, 1862), molt propera a la Grand Opéra francesa, i Don Carlos (París, 1867), inspirada en el poderós sentimient de llibertat de Schiller.
Aquest període d'experimentació va culminar l'any 1871 amb Aida, també amb influències de la Grand Opéra i la seva única òpera de tema mitològic. I el seu amor per Shakespeare es va consumar a Milà en l'aprofundiment psicològic d'Otello (1887) i en la comèdia lírica Falstaff (1893).

### Wagner
Richard Wagner (1813-1883), va sentir, des del principi, que era un artista polític, un agitador, a causa de la seva idea d'un art teatral destinat a transformar el món i no solament a divertir-lo, i, sobretot amb les seves darreres composicions, en les quals va combinar totes les arts independents, va transformar el pensament musical per mitjà de la idea de Gesamtkunstwerk (obra d'art completa).
Les seves obres són notables per llur textura contrapuntal, les harmonies riques i llur orquestració, i l'ús elaborat dels leitmotiv: petits temes musicals d'una gran potència dramàtica que evoquen un personatge, un element de la intriga, un sentiment, aclarint la progressió del drama de la seva evolució complexa. El llenguatge musical cromàtic de Wagner va ser un catalitzador pel desenvolupament posterior de la música clàssica europea, incloent-hi el cromatisme extrem i l'atonalitat. Casant el teatre i la música per crear el drama musical, es va convertir en el defensor d'una nova concepció de l'òpera, en la qual l'orquestra ocupa un lloc almenys tan important com la dels cantants.
Contràriament a gairebé tots els altres compositors d'òperes, escrivia ell mateix els seus llibrets, prenent la majoria dels seus arguments de les llegendes i mitologies europees, sobretot germàniques. A causa d'això, les seves obres aconsegueixen una profunda unitat. Wagner portava així a la pràctica una de les seves obsessions de joventut: ser un escriptor com Shakespeare i un compositor com Beethoven.
Les seves primers òperes foren Die Feen (1833), una peça romàntica en alemany en l'estela de Weber, que no es va representar fins a 1888, pràcticament inèdita actualment, i Das Liebesverbot (1836), amb un aire més aviat francès o italià, que expressa l'ànsia de vitalitat i llibertat del moviment de la Junger Deutschland (Jove Alemanya). Amb Rienzi (Dresden, 1842), una obra històrica de llarg recorregut seguint les pautes de Spontini, es va proposar sobrepassar totes les manifestacions prèvies de la grand opéra. Der fliegende Holländer (L'holandès errant) (Dresden, 1843), ja és típicament wagneriana en la unitat de context (l'oceà, les forces naturals), la sèrie d'harmonies dominants i motius directrius, amb traços musicals que caracteritzen els personatges o les situacions, l'elevada expressió orquestral, el to emotiu, i la versió secularitzada de la idea cristiana de redempció.

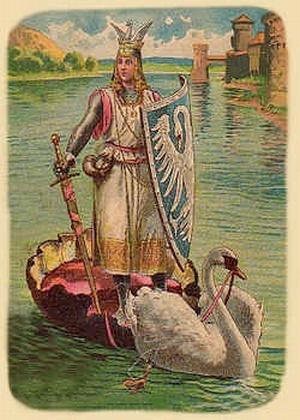
Postal amb la imatge de Lohengrin

Tannhäuser (Dresden, 1845) i Lohengrin (Weimar, 1850) són la seva contribució al Romanticisme, al món cavalleresc, combinant reminiscències de la gran òpera heroica amb la tècnica del leitmotiv, la idea de la redempció i l'estil declamatori vigorosament emotiu.
Tanmateix, tot el rastre de l'òpera convencional queda eliminat amb Tristan und Isolde (Tristany i Isolda), (Múnic, 1865). L'harmonia s'aproxima als límits de la tonalitat, abandona el sistema harmònic tradicional mitjançant el seu cromatisme sistemàtic i la progressió semitonal que ve a simbolitzar l'expressió del sofriment. El món sonor del segle XX havia començat.
Die Meistersinger von Nürnberg (Els mestres cantaires de Nuremberg), (Múnic, 1868) era una comèdia en tres actes, seriosa i divertida alhora. Torna a les fórmules dramàtiques antigues, amb àries, processons corals, monòlegs, un discurs formal, dansa formal, dansa popular i sobretot finals expansius, fins i tot amb una doble fuga al final del segon acte, que representa un enrenou general.
Amb la tetralogia Der Ring des Nibelungen (L'Anell del Nibelung), (Bayreuth, 1876), Wagner va abordar una cosa que cap compositor d'òpera no havia mai intentat: una festa escènica amb una vetllada preliminar i tres vetllades principals. Estava formada per Das Rheingold (L'or del Rin), mostra com els esforços de Wotan per exaltar el seu poder desencadenen la seva perdició; Die Walküre (La valquíria), tracta de la filla de Wotan, Brünhilde, i de l'amor entre els germans Sigmund i Sieglinde; Sigfrid amb l'heroi pur elegit com a redemptor; i Götterdämmerung (El capvespre dels déus), la catàstrofe de Siegfried i Wotan. Cada un dels quatre drames utilitza variants dels mateixos leitmotiv i de les mateixes idees bàsiques, especialment en l'orquestra àmplia i omniscient, però cada una de les parts és completa i comprensible en si mateixa.
En la culminació de la seva obra, Parsifal (1882), el misticisme embolica l'acció completament estàtica. Els esdeveniments de l'escenari simbolitzen la vida interna dels personatges; el teatre simbolista i expressionista fa els seus primers passos. L'embolic de pensaments, intencions, temptatives i indicis es revelen mitjançant l'orquestració extraordinàriament subtil i en les harmonies portentosament fluides.
Wagner moria poc després a Venècia. A través de les seves obres i els seus assaigs teòrics, Wagner ha exercit una gran influència en l'univers de la música lírica.
A les acaballes del Romanticisme, Engelbert Humperdinck (1854-1921), col·laborador de Wagner en la seva darrera obra, va compondre el conte de fades Hänsel und Gretel (1893) que s'ha convertit en l'òpera favorita de nadal d'Alemanya.

## El verisme

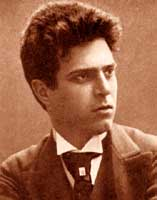
Pietro Mascagni

Alguns autors es van encarregar de desenvolupar l'òpera italiana més enllà de Verdi. Ja apuntat pel mateix Verdi i per Boito (1842-1918) i Ponchielli (1834-1886), apareix un nou estil, rigorosament veraç, que va ser conegut a Itàlia com a verisme després de la representació de Cavalleria rusticana (1890) de Pietro Mascagni (1863-1945). Es va propagar com un incendi i l'òpera italiana va encarar el nou segle amb certa confiança. Mascagni havia convertit un breu relat sicilià en un melodramma commovedor. La varietat estilística de la resta de les seves òperes - l'aroma asiàtic d'Iris (1898), la brisa idíl·lica que desprèn L'amico Fritz (1891), les tonalitats franceses d'Isabeau (1911), o el descarnat verisme d'Il piccolo Marat (1921) - demostren una versatilitat superior a la d'altres col·legues veristes.

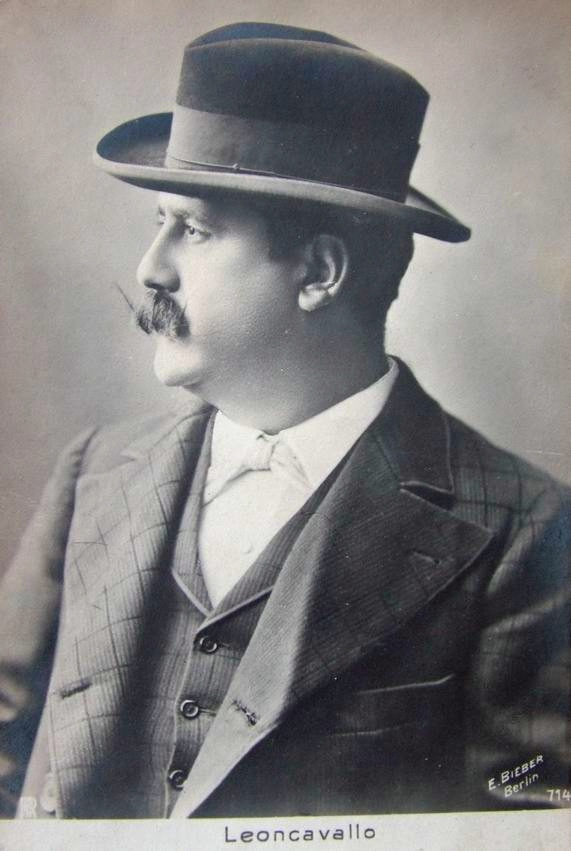
Ruggero Leoncavallo

Una bona colla de compositors italians són pràcticament només coneguts pel seu pas pel verisme tot i la seva producció posterior. O bé no van aconseguir mantenir el seu nivell o bé el gust del públic va anar
canviant. Ruggero Leoncavallo (1857-1919), autor d'una desena d'òperes, només és conegut per l'única que es representa assíduament: Pagliacci (1892), on el gelós Canio és un paper excepcional pels tenors. L'acció està brutalment concentrada i les formes del bel canto resplendeixen dins del drama naturalista.
Un cas semblant és el d'Umberto Giordano (1867-1948), bàsicament conegut per la seva passada pel verisme amb Andrea Chénier (1896) i Fedora (1898). El mateix es pot dir de Francesco Cilea (1866-1950) amb L'arlesiana (1897) i Adriana Lecouvreur (1902).
Hi va haver, tanmateix, molts altres veristi: Franco Alfano, sobretot conegut per completar el Turandot de Puccini, Alfredo Catalani amb Loreley (1890) i La Wally (1892), Alberto Franchetti amb Cristoforo Colombo (1892) i Germania (1902), Franco Leoni, Licinio Refice, Ermanno Wolf-Ferrari, o Riccardo Zandonai.
El verisme també va traspassar la frontera francesa amb Gustave Charpentier (Louise), i l'alemanya amb Ignatz Waghalter (Der Teufelsweg i Jugend) i Eugen d'Albert (Tiefland). Aquesta darrera, amb un esquema de tres personatges aplicat a una història ambientada als Pirineus en la qual es mostra la qüestionable moralitat de la gent de les terres baixes i la puresa de la gent de les muntanyes. D'Albert va escriure vint òperes de diversos tipus, des de la comèdia fins a obres romàntiques de grans dimensions i simbolisme màgic.

### Puccini

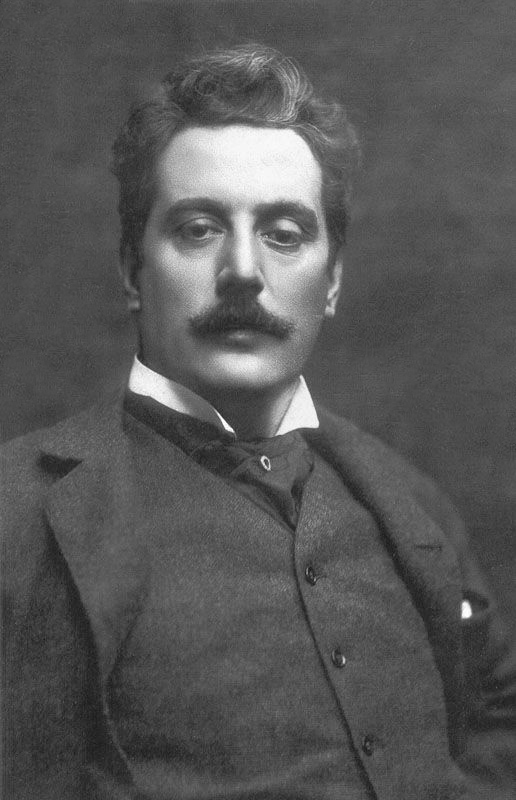
Giacomo Puccini

Tanmateix, el gran representant d'aquest estil és sens dubte Giacomo Puccini (1858-1924), que fins i tot va més enllà del verisme en les seves darreres obres explotant els avenços moderns en el drama i l'harmonia. Amb influències clares de Verdi en els seus inicis, no va ser fins a Manon Lescaut (1893), la seva tercera òpera, que obtingué un èxit absolut i significà l'inici de la seva relació amb els llibretistes Luigi Illica i Giuseppe Giacosa, amb qui treballà durant les següents tres òperes.
La primera d'aquestes, La Bohème (1896), que condensa una història agredolça del barri dels artistes a París en quatre escenes breus i contrastants, és considerada no només com una de les seves millors òperes, sinó que també com una de les òperes romàntiques més brillants mai compostes. En la següent òpera, Tosca (1900), Puccini feu la seva primera incursió clara al verisme. Les veus reten homenatge a l'estil de cant dramàtic italià, mentre l'orquestra, modelada intel·ligentment sobre la de Wagner, lliga els motius simfònicament i revela els pensaments secrets dels protagonistes. La tercera, Madama Butterfly (1904), tracta amb un gran refinament individual el llunyà orient que estava de moda en aquesta època. Fou rebuda en la seva estrena sense pena ni glòria, però després de revisar-la fins a tres vegades, esdevingué una altra de les seves òperes més exitoses.
Després d'uns anys foscos, el 1918 va més enllà del verisme estrenant Il Trittico, composta de tres òperes d'un acte seguint l'estil del Grand Guignol parisenc: un episodi terrorífic (Il tabarro), una tragèdia sentimental (Suor Angelica) i una comèdia o farsa (Gianni Schicchi). El 1924 deixa inacabat el conte de fades simbolista Turandot, completant les dues darreres escenes Franco Alfano.

## El segle XX

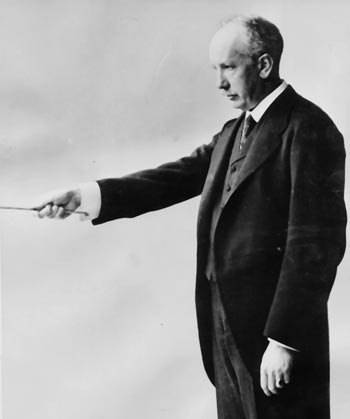
Richard Strauss

Malgrat haver mort el 1883, Wagner va obrir les portes als nous moviments del segle xx, era un referent, sigui perquè era una font de culte, sigui perquè es posava en qüestió.
A Alemanya la influència de Wagner va continuar dominant en gairebé totes les òperes següents. La figura dominant llavors era Richard Strauss (1864-1949), que va utilitzar una orquestra de dimensions wagnerianes i una tècnica vocal semblant a Salomé (1905) i Elektra (1909), ambdues obres breus però intenses amb un rerefons mòrbid. La comèdia El cavaller de la rosa (1911), la segona òpera després de Elektra sobre el llibret de Hugo von Hofmannsthal, s'ha convertit en la seva obra més popular. Li van seguir Ariadna a Naxos (1912), La dona sense ombra (1919), Die Ägyptische Helena (1928) i Arabella (1933), tot sobre llibrets de Hofmannsthal.
A cavall entre els dos segles, altres països de l'Europa Central van produir òperes nacionalistes que entraren en el repertori internacional. De Bohèmia, que pertanyia encara a l'Imperi Austrohongarès, actualment la República Txeca, provenen la comèdia camperola La nòvia venuda (1866) de Bedřich Smetana i Rusalka (1901) d'Antonín Dvořák, amb les seves danses, les seves cançons i els seus vestits. Seguint aquesta tradició, Leóš Janáček (1854-1928) amb un estil no fàcilment classificable, retratava la vida popular a Moràvia. Alguns exemples són: Jenůfa (1904), Kàtia Kabànova (1921), la seva saga d'animals al bosc La guineueta astuta (1924) i l'opressiva versió de De la casa dels morts de Dostoievski (1928).
A Hongria, Karl Goldmark (1830-1915), molt influenciat per Wagner va compondre La reina de Saba (1875), on hi va ser representada sense interrupcions fins al 1938. Ja ben entrat el segle, arribarien El castell de Barbablava (1918) de Béla Bartók i Háry János (1926) de Zoltán Kodály. Arnold Schönberg i el seu alumne Alban Berg, van establir les bases de l'atonalitat i el sistema dodecafònic. L'òpera inconclosa de Schönberg, Moisès i Aaró (estrena pòstuma, 1957), i Wozzeck (1925), així com la també inacabada Lulú (estrena pòstuma, 1937, amb versió completa produïda el 1979) de Berg, utilitzaven el Sprechstimme o el Sprechgesang (cant parlat o veu de cant), una espècie de declamació a mig camí entre la parla i el cant.

### Tendències modernes

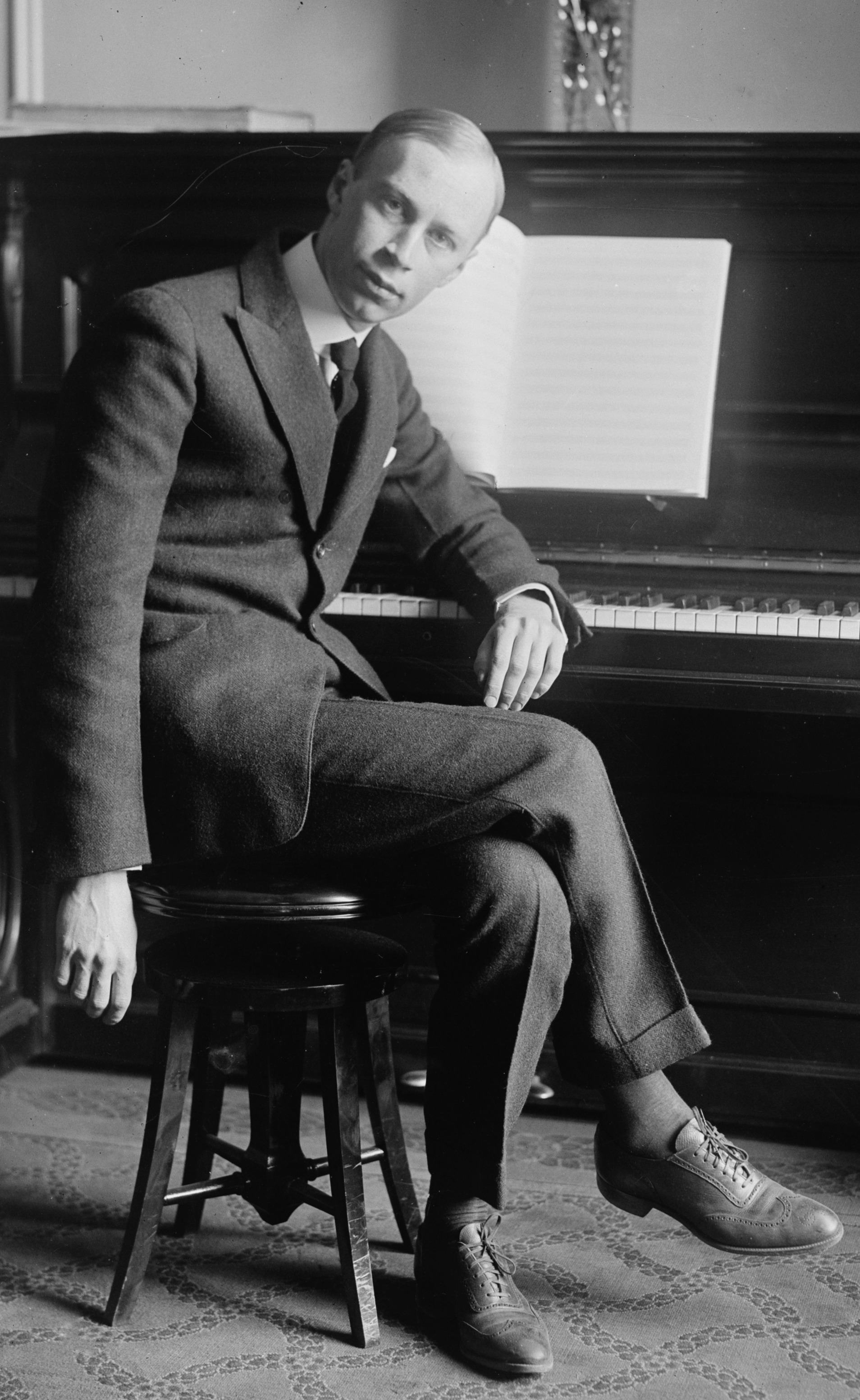
Serguei Prokófiev

A mesura que avançava el segle xx, els estils operístics reflectien a la vegada tant els persistents nacionalismes com una creixent internacionalització representat per l'atonalisme i les tècniques serialistes. El rus Serguei Prokófiev (1891-1953) va escriure l'opera buffa L'amor de les tres taronges (1921) durant la seva estada als Estats Units. De retorn al seu país va compondre la seva gran òpera Guerra i pau basada en la novel·la de Tolstoi (1946). De la mateixa manera que Prokófiev, Dmitri Xostakóvitx (1906-1975) no era del gust de Stalin des que va compondre la seva òpera Lady Macbeth del districte de Mtsensk (1934), revisada sota el nom de Katerina Ismailova (1963). Els compositors més moderns tendien a incorporar a les seves obres no solament les tècniques simfòniques, sinó també els estils folklòrics, populars o jazzístics. El contracop al drama musical el va donar Ígor Stravinski (1882-1971), que va insistir en la forma clàssica seguint el neoclassicisme, la severitat lacònica i el ritme irresistible, respectivament en la tragèdia-oratori Oedipus Rex (1927) i en el remake de l'opera buffa del segle xviii The Rake's Progress (1951).
L'alemany Paul Hindemith (1895-1963) va obtenir el vistiplau dels cercles musicals, però escàs èxit popular, amb la provocativament expressionista Cardillac (1926) i en el retorn a l'estil contrapuntístic barroc de Maties el pintor (1938), considerada la seva obra mestra encara avui es representa molt rarament. Amb un estil més satíric, el seu amic i compatriota, posteriorment nacionalitzat nord-americà, Kurt Weill (1900-1950), utilitzava texts de Bertolt Brecht: L'Òpera dels tres penics (1928) i Mahagonny (1930). Altres compositors alemanys notables que han escrit després de la II Guerra Mundial són Boris Blacher (1903-1975), Werner Egk (1901-1983), Hans Werner Henze (1926-2012) i Carl Orff (1895-1982), així com l'austríac Gottfried von Einem (1918-1996).
Entre les òperes franceses que reflectien algunes d'aquestes influències destaquen L'Heure espagnole (1911) i L'Enfant et les Sortilèges (1925) de Maurice Ravel (1875-1937), així com l'opera buffa Les Mamelles de Tirésias (1947) i Les Dialogues des Carmélites (1957) de Francis Poulenc (1899-1963), que com a membre del "Grup dels sis", rebutja el gust contemporani pel Romanticisme i l'Impressionisme i es pronuncia a favor d'un estil popular i ple d'esperit de music-hall, tot adoptant Satie i Cocteau com a mestres estètics i espirituals.
L'òpera italiana, si bé va produir partitures amb melodies relativament conservadores de la mà d'Italo Montemezzi (1875-1952) i Ermanno Wolf-Ferrari (1876-1948), també es va apropar a plantejaments més radicals en obres com Assassinio nella cattedrale (1957) d'Ildebrando Pizzetti (1880-1968), Le Prisonnier (1948) de Luigi Dallapiccola (1904-1975), i Intolleranza 1960 (1961) de Luigi Nono (1924-1990), aquestes dues últimes amb una estructura musical basada en el sistema dodecafònic de Schönberg.
Els compositors britànics Frederick Delius (1862-1934), Benjamin Britten (1913-1976) i Ralph Vaughan Williams (1872-1958) també han produït obres destacades. Les òperes nord-americanes inclouen Porgy and Bess (1935) de George Gershwin (1898-1937), Treemonisha (1972) de Scott Joplin (1868-1917), Candide (1956) de Leonard Bernstein (1918-1990), el drama musical minimalista Einstein on the Beach (1976) de Philip Glass (1937) i la més eclèctica Nixon in China (1987) de John Adams (1947).
Els compositors hispans, més dedicats a la sarsuela, també han creat òperes, destacant Tomás Bretón (1850-1923), Joaquín Turina (1882-1949) i Manuel de Falla (1876-1946); així com l'argentí Alberto Ginastera (1916-1983).

## L'òpera en l'actualitat

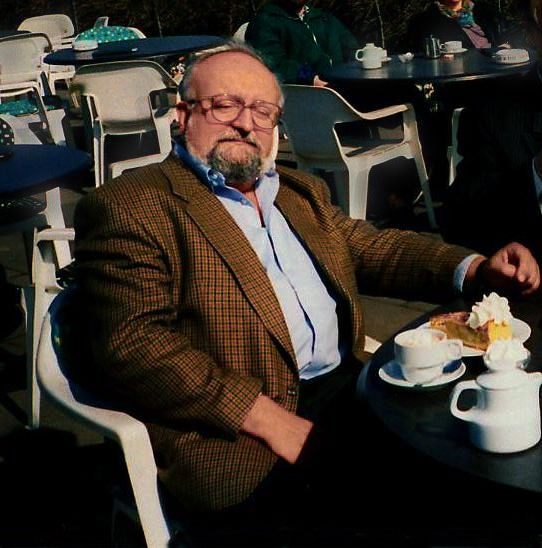
Krzysztof Penderecki

Finalitzada la Segona Guerra Mundial, l'òpera passa per uns moments ombrívols amb escassetat no només econòmica sinó dels elements essencials per la seva producció. Els teatres havien quedat destruïts, les companyies disperses. Compondre òperes no era un element de primera necessitat. Durant algun temps els amants de l'òpera s'hauran d'acontentar amb òperes de cambra que resultaven més barates.
La tècnica dodecafònica es va assentar fermament, particularment en la música instrumental; Wolfgang Fortner (1907-1987) la va utilitzar eficaçment com a base de la seva tragèdia lírica Bluthochzeit (1957). Amb Els diables de Loudon (Hamburg, 1969) el compositor polonès Krzysztof Penderecki (1933), va desenvolupar un nou tipus d'estil declamatori de gran colorit, amb la recerca d'efectes sorprenents a través de sorolls incorporats als sons. D'altra banda, els compositors experimentaven amb els avenços tecnològics amb l'enregistrament de discs, cintes magnetofòniques, de música electrònica i sons artificialment distorsionats. La tecnologia dels nous temps irrompia també en l'òpera, modificant les idees sobre la producció i oferint portentoses possibilitats en la línia d'un "teatre total".
Procedent de l'escola de Fortner, l'obra de Hans Werner Henze (1926-2012) va presentar tres característiques distintives: el lliure ús de la tècnica dodecafònica, una suavitat de so que tenia un punt d'esteticisme i un intens compromís polític. La seva versió de "Manon Lescaut", Boulevard Solitude (1952) va donar testimoni d'una nova sensualitat. Més endavant, va compondre Der Prinz von Homburg (1960) oferint l'"òpera literària" amb nous aspectes, Elegie für junge Liebende (1961), una òpera de cambra, i la comèdia Der junge Lord (1965), amb un toc d'opera buffa en els diàlegs espurnejants i els enginyosos conjunts. Henze és un paladí de l'"òpera literària" basada en texts poètics ambiciosos. Reduint l'escala de l'orquestra, produeix captivadores combinacions de so i subratlla la importància central de l'acció.
L'alemany Aribert Reimann (1936) ha aconseguit un gran renom internacional en les últimes dècades per les seves òperes Ein Trumspiel (1965) i Melusine (1971), situant-lo en l'avantguarda, amb un toc de neo-romanticisme. Tanmateix, destaca sobretot Lear, que va ser acollida a Múnic com un acte de teatre musical total. Un altre compositor que ha tingut una ràpida ascensió és Wolfgang Rihm (1952), amb Jacob Lenz (1979) se centrà en la problemàtica figura d'un escriptor, trencant amb tots els tabús modernistes i donant una nova força individual a les formes tradicionals. També és autor de Die Hamletmaschine i Die Eroberung Mexicos (1992).
A la Gran Bretanya va sorgir en els anys seixanta un grup de compositors coneguts com el New Music Manchester Group, format per estudiants del Royal Manchester College of Music, que incloïen els compositors Peter Maxwell Davies i Harrison Birtwistle, ambdós nascuts el 1934, i Alexsander Goehr (1932). Les obres teatrals i les òperes de cambra de Davies, que conté sobreimpressions sorprenents, formalismes capritxosos i al·lusions paròdiques. Taverner (1972), està basat en la vida de l'esmentat compositor anglès del segle XV i combina els idiomes musicals d'aquest període amb un llenguatge musical avantguardista. Birtwistle, amb un estil que reivindica les formes dramàtiques, va escriure obres com Punch and Judy (1968), Down by the Greenwood Side i Ballad of the Cruel Mother. Les joves generacions de compositors s'han allunyat de la tècnica dodecafònica i d'avantguarda. Un d'ells és John Tavener (1944-2013), St. Mary of Egypt (1992), la seva tercera òpera, reflecteix la influència de l'església ortodoxa russa, de la qual és membre; i Stephen Oliver (1950-1992), un prolífic compositor de deu òperes llargues i divuit òperes en un acte.
Com en la resta d'arts, el present està bast en el pluralisme i en la diversitat estilística que dificulta l'encasellament de la majoria de compositors. Els elements que prèviament semblaven irreconciliables s'adopten amb caràcter experimental i se'ls desenvolupa: la tècnica dodecafònica i el so de percussió, les velles formes i els artefactes tècnics més moderns, l'òpera del belcanto i l'estil més auster declamatori, el minimalisme i les possibilitats gairebé il·limitades de l'equipament teatral. La idea del "teatre total" es troba pertot arreu, incloent-hi els mitjans electrònics, el drama i el ballet, el cinema i la música concreta, la revista i el teatre ambulant. Una característica permanent és el nivell literari que s'exigeix als llibrets. L'"òpera literària" ha mantingut la seva posició en mig de les moltes diferents tendències.
Les distàncies entre el teatre musical modern i el tòpic del públic conservador que va a l'òpera s'ha anat estrenyent gradualment. Als teatres i festivals d'òpera s'estan posant a l'abast d'una audiència que té un interès constant per les últimes manifestacions. Les entrades s'exaureixen ràpidament i l'audiència de l'òpera tradicional s'ha vist incrementada de manera sensible.